# Hockey sur glace aux Jeux olympiques d'hiver de 2010 - Qualifications hommes
Cette page présente les phases de qualifications pour le tournoi masculin des Jeux olympiques de 2010.

## Préqualifications

### Groupe A (du 9 au 11 octobre 2008)
À Ankara, Turquie, du 9 au 11 octobre 2008.

#### Effectifs
Bulgarie
- Attaquants : Rosen Asenov (HK Slavia Sofia), Stoyan Bachvarov (Sofia Skating Club), Borislav Blagoev (Konig Sborn), Martin Boyadjiev (HK Slavia Sofia), Petar Hadjiitonev (HK Slavia Sofia), Rosen Hristov (HK Slavia Sofia), Georgi Mladenov (Academica Sofia), Stanislav Muhachov (HK Slavia Sofia), Yavor Slavchev (HK Slavia Sofia), Ivan Slavov (HK Slavia Sofia)
- Défenseurs : Martin Giyrov (Levski Sofia), Roman Morgunov (HK Slavia Sofia), Bogdan Stefanov (HK Slavia Sofia), Tsvetan Tsvetanov (Izmit Kodja Eli), Vasiliy Vasilev (Istanbul Paten), Alexey Yotov (Vitiaz)
- Gardiens : Konstantin Mihaylov (Slavia Sofia), Todor Petkov (Istanbul Paten)
- Sélectionneurs : Georgi Milanov, Atanas Dimitrov

 Espagne
- Attaquants : Salvador Barnola (CG Puigcerdà), Ribot Bastien (CG Puigcerdà), Jordi Bernet (FC Barcelone), Adrian Betran (CH Jaca), Ivan Codina (FC Barcelone), Pablo Gijon (Majadahonda HC), Ivan Gracia (CH Jaca), Juan Munoz (FC Barcelone), Pablo Munoz (FC Barcelone), Alejandro Pedraz (KalPa Kuopio), Alexey Roshchyn (CH Jaca), Carlos Santanatalia (CH Jaca)
- Défenseurs : Aitor Armino (ARD Gasteiz), Guillermo Betran (CH Jaca), Roberto Betran (CH Jaca), Juan Brabo (CH Txuri Urdin), Alejandro Hernandez (CH Jaca), Daniel Hilario (CG Puigcerdà), Dany Parra (CH Jaca), Paz Eduardo (Majadahonda HC)
- Gardiens : Jose Luis Alonso (CH Jaca), Aaron Carretero (CH Txuri Urdin)
- Sélectionneur : Carlos Gordovil

 Mexique :
- Attaquants : Ander Barberena (San Jeronimo), Jose Canseco (Lomas Verdes), Eduardo Glennie (Galerias), Oscar O Farrill (San Jeronimo), Martin Ramos (Galerias), Juan Pablo Roberts (Galerias), Oscar Rubio (Lomas Verdes), Rodrigo Sanchez (San Jeronimo), Manuel Sierra (Galerias), Moises Zavala (Lomas Verdes)
- Défenseurs : Brian Arroyo (San Jeronimo), Adrian Cervantes (San Jeronimo),Manuel Escandon (Lomas Verdes), Luis David Gonzalez (Metepec), Lior Miller (Galerias), Sebastian Ortega (San Jeronimo), Alejandro Rosette (Galerias), Fernando Ugarte (San Jeronimo), Luis Alberto de la Vega (San Jeronimo)
- Gardiens : Alfonso de Alba (Lomas Verdes), Andres de la Garma (San Jeronimo)
- Sélectionneur : Joaquin de la Garma
- Assistant : Diego de la Garma

 Turquie
- Attaquants : Caner Baykan (Kocaeli BB), Yücel Çıtak (Ankara BB), Erdoğan Coşkun (Kocaeli BB), Ufuk Güçlü (Kocaeli BB), Serkan Gumus (Kocaeli BB), Çağrı Karabulut (Ankara Université S.K.), Yavuz Karakoç (Kocaeli BB), Emrah Özmen (Ankara Polis Akademisi),Alper Solak (Ankara Polis Akademisi), Egemen Taşboğa (Ankara Polis Akademisi), Oktay Yavuzarslan (Kocaeli BB)
- Défenseurs : Safa Aktepe (Ankara Polis Akademisi), Burak Aktürk (Kocaeli BB), Cengiz Akyıldız (Istanbul Paten), Gürkan Çetinkaya (Kocaeli BB), Galip Hamarat (Ankara Polis Akademisi), Deniz İnce (Istanbul Paten), Gokhun Oztürk (Kocaeli BB)
- Gardiens : Cihan Kahraman (Kocaeli BB), Levent Özbaydoğan (Ankara Polis Akademisi)
- Sélectionneur : James Mac Eachern (canadien)
- Assistant : Tarik Gocmen

#### Calendrier et résultats
| 9 octobre 2008 | Mexique | 2-6 (1-2, 0-3, 1-1) | Bulgarie | Genclik Spor il Mudurlugu Ice Arena, Ankara 50 spectateurs |

| Feuille de match                   | Feuille de match                                                     | Feuille de match                                | Feuille de match | Feuille de match               |
| ---------------------------------- | -------------------------------------------------------------------- | ----------------------------------------------- | --- | ------------------------------ |
|                                    | B. Arroyo (A. Cervantes) (SN) – 13 min 9 s O. O Farill – 49 min 50 s | 0 - 1 0 - 2 1 - 2 1 - 3 1 - 4 1 - 5 2 – 5 2 - 6 | 6 min 8 s – S. Muhachov (S. Bachvarov, A. Yotov) (SN) 11 min 58 s - S. Muhachov (A. Yotov) 26 min 0 s - A. Yotov (R. Morgunov) (SN) 31 min 41 s - A. Yotov (S. Bachvarov, R. Morgunov) (SN) 32 min 9 s - G. Mladenov 55 min 54 s - S. Muhachov (S. Bachvarov) (SN) | Arbitrage : Alexandre Bourreau |
| Andres de la Garma Alfonso de Alba | Gardiens                                                             | Konstantin Mihaylov                             | | Arbitrage : Alexandre Bourreau |
| 30 min                             | Pénalités                                                            | 42 min                                          | | Arbitrage : Alexandre Bourreau |
| 45                                 | Tirs                                                                 | 25                                              | | Arbitrage : Alexandre Bourreau |

| 9 octobre 2008 | Espagne | 14-1 (2-1, 6-0, 6-0) | Turquie | Genclik Spor il Mudurlugu Ice Arena, Ankara 465 spectateurs |

| Feuille de match                 | Feuille de match | Feuille de match                                                                               | Feuille de match                    | Feuille de match            |
| -------------------------------- | --- | ---------------------------------------------------------------------------------------------- | ----------------------------------- | --------------------------- |
|                                  | A. Roshchyn (I. Gracia) (SN) – 2 min 37 s C. Santanatalia (D. Parra) – 17 min 54 s I. Gracia (G. Guillermo, A. Roshchyn) – 27 min 20 s S. Barnola (I. Gracia) – 30 min 41 s A. Pedraz (J. Munoz, A. Betran) (SN) – 33 min 14 s J. Bernet (P. Munoz) – 34 min 40 s I. Gracia (J. Brabo) (SN) – 37 min 20 s I. Codina (P. Munoz) – 38 min 20 s A. Roshchyn (I. Gracia) – 46 min 33 s J. Munoz (A. Pedraz, R. Betran) (double SN) – 48 min 37 s P. Munoz (J. Bernet, I. Codina) (SN) – 55 min 24 s A. Pedraz (J. Munoz, A. Betran) (double SN) – 56 min 50 s I. Codina (A. Armino,J. Bernet) (SN) – 58 min 57 s C. Santanatalia (R. Bastien) – 59 min 57 s | 0 - 1 1 – 1 2 – 1 3 – 1 4 – 1 5 – 1 6 – 1 7 – 1 8 – 1 9 – 1 10 – 1 11 – 1 12 – 1 13 – 1 14 - 1 | 0 min 28 s – E. Coskun (G. Hamarat) | Arbitrage : Mathew Thompson |
| Jose Luis Alonso Aaron Carretero | Gardiens | Levent Ozbaydogan                                                                              |                                     | Arbitrage : Mathew Thompson |
| 18 min                           | Pénalités | 52 min                                                                                         |                                     | Arbitrage : Mathew Thompson |
| 62                               | Tirs | 13                                                                                             |                                     | Arbitrage : Mathew Thompson |

| 10 octobre 2008 | Espagne | 4-5 (3-2, 1-2, 0-1) | Mexique | Genclik Spor il Mudurlugu Ice Arena, Ankara 125 spectateurs |

| Feuille de match | Feuille de match | Feuille de match                                      | Feuille de match | Feuille de match         |
| ---------------- | --- | ----------------------------------------------------- | --- | ------------------------ |
|                  | G. Guillermo (A. Roshchyn, S. Barnola) (SN) – 3 min 45 s A. Hernandez (J. Munoz, A. Pedraz) (SN) - 11 min 51 s P. Munoz (J. Bernet, E. Paz) – 18 min 16 s P. Munoz (J. Brabo) (IN) – 34 min 28 s | 1 – 0 1 – 1 2 – 1 2 – 2 3 – 2 3 – 3 4 – 3 4 – 4 4 - 5 | 6 min 28 s – B. Arroyo (M. Sierra, L. Miller) (double SN) 15 min 34 s - A. Cervantes (LA de la Vega, S. Ortega) (SN) 27 min 53 s - J. Canseco (M. Zavala, A. Rosette) (IN) 39 min 8 s - M. Sierra (S. Ortega, F. Ugarte) (double SN) 51 min 5 s - B. Arroyo (LA de la Vega) (SN) | Arbitrage : Yves Bekkers |
| Jose Luis Alonso | Gardiens | Alfonso de Alba                                       | | Arbitrage : Yves Bekkers |
| 26 min           | Pénalités | 36 min                                                | | Arbitrage : Yves Bekkers |
| 30               | Tirs | 22                                                    | | Arbitrage : Yves Bekkers |

| 10 octobre 2008 | Bulgarie | 8-0 (2-0, 3-0, 3-0) | Turquie | Genclik Spor il Mudurlugu Ice Arena, Ankara 350 spectateurs |

| Feuille de match | Feuille de match | Feuille de match                                | Feuille de match | Feuille de match               |
| ---------------- | --- | ----------------------------------------------- | ---------------- | ------------------------------ |
|                  | S. Muhachov (A. Yotov, V. Vasilev) (SN) – 3 min 30 s S. Muhachov (A. Yotov) (IN) – 19 min 41 s R. Morgunov (M. Giyrov, A. Yotov) (SN) – 27 min 40 s R. Hristov (I. Slavov, G. Mladenov) (SN) – 31 min 42 s S. Bachvarov (A. Yotov, M. Boyadjiev) – 38 min 20 s A. Yotov – 51 min 45 s R. Hristov (I. Slavov, G. Mladenov) – 53 min 49 s S. Bachvarov (A. Yotov) – 55 min 46 s | 1 – 0 2 – 0 3 – 0 4 – 0 5 – 0 6 – 0 7 – 0 8 - 0 |                  | Arbitrage : Alexandre Bourreau |
| Todor Petkov     | Gardiens | Levent Ozbaydogan                               |                  | Arbitrage : Alexandre Bourreau |
| 16 min           | Pénalités | 24 min                                          |                  | Arbitrage : Alexandre Bourreau |
| 38               | Tirs | 24                                              |                  | Arbitrage : Alexandre Bourreau |

| 11 octobre 2008 | Bulgarie | 2-6 (0-1, 1-4, 1-1) | Espagne | Genclik Spor il Mudurlugu Ice Arena, Ankara 146 spectateurs |

| Feuille de match                 | Feuille de match                                                             | Feuille de match                                | Feuille de match | Feuille de match            |
| -------------------------------- | ---------------------------------------------------------------------------- | ----------------------------------------------- | --- | --------------------------- |
|                                  | A. Yotov (V. Vasilev, R. Morgunov) (SN) – 30 min 53 s A. Yotov – 47 min 27 s | 0 – 1 0 – 2 0 – 3 0 – 4 0 – 5 1 – 5 1 – 6 2 - 6 | 4 min 30 s - I. Codina (P. Munoz) 24 min 43 s – A. Betran (J. Brabo) 25 min 11 s - J. Brabo (A. Pedraz) 27 min 41 s - J. Munoz (A. Pedraz) 29 min 09 s - J. Munoz (A. Betran, A. Pedraz) (double SN) 44 min 45 s – G. Betran (A. Roshchyn, S. Barnola) (IN) | Arbitrage : Mathew Thompson |
| Todor Petkov Konstantin Mihaylov | Gardiens                                                                     | Jose Luis Alonso                                | | Arbitrage : Mathew Thompson |
| 30 min                           | Pénalités                                                                    | 24 min                                          | | Arbitrage : Mathew Thompson |
| 20                               | Tirs                                                                         | 47                                              | | Arbitrage : Mathew Thompson |

| 11 octobre 2008 | Turquie | 2-9 (0-3, 1-2, 1-4) | Mexique | Genclik Spor il Mudurlugu Ice Arena, Ankara 256 spectateurs |

| Feuille de match                 | Feuille de match                                                         | Feuille de match                                                  | Feuille de match | Feuille de match         |
| -------------------------------- | ------------------------------------------------------------------------ | ----------------------------------------------------------------- | --- | ------------------------ |
|                                  | C. Akyildiz – 34 min 48 s D. Ince (Y. Karakoc, G. Hamarat) – 41 min 18 s | 0 – 1 0 – 2 0 – 3 0 – 4 0 – 5 1 – 5 2 – 5 2 – 6 2 – 7 2 – 8 2 - 9 | 6 min 06 s – E. Glennie (A. Cervantes) 15 min 56 s – M. Sierra (A. Cervantes, B. Arroyo) (SN) 17 min 08 s - A. Cervantes (B. Arroyo) (SN) 23 min 07 s - B. Arroyo (S. Ortega) (SN) 28 min 39 s - B. Arroyo (A. Cervantes, M. Sierra) (double SN) 44 min 18 s – M. Zavala (B. Arroyo) 49 min 00 s – JP Roberts (E. Glennie, LA de la Vega) (double SN) 50 min 22 s – A. Barberena (M. Sierra) double SN) 57 min 03 s - E. Glennie (A. Cervantes, JP Roberts) | Arbitrage : Yves Bekkers |
| Levent Ozbaydogan Cihan Kahraman | Gardiens                                                                 | Andres de la Garma                                                | | Arbitrage : Yves Bekkers |
| 28 min                           | Pénalités                                                                | 16 min                                                            | | Arbitrage : Yves Bekkers |
| 10                               | Tirs                                                                     | 39                                                                | | Arbitrage : Yves Bekkers |

#### Classement
| Clt   | Équipe   | PJ | V | VP | D | DP | BP | BC | Diff | Pts |
| ----- | -------- | -- | - | -- | - | -- | -- | -- | ---- | --- |
| +001, | Espagne  | 3  | 2 | 0  | 0 | 1  | 24 | 8  | 16   | 6   |
| +002, | Bulgarie | 3  | 2 | 0  | 0 | 1  | 16 | 8  | 8    | 6   |
| +003, | Mexique  | 3  | 2 | 0  | 0 | 1  | 16 | 12 | 6    | 4   |
| +004, | Turquie  | 3  | 0 | 0  | 0 | 3  | 3  | 31 | -28  | 0   |

- Qualifié pour le tour suivant

## Pré-qualifications olympiques (du 6 au 9 novembre 2008)
Les tournois de pré-qualifications Olympiques se déroulent pour les 9 nations classées de la 19e à la 27e place au classement mondial IIHF 2008 en plus des 3 nations qualifiées de chaque tournois pré-qualificatif requis ou classées de la 28e à la 30e place au classement mondial de l'IIHF.
Pour la compositions des effectifs, chaque équipe est autorisée à engager un maximum de 20 joueurs de champ, 2 gardiens et 6 membres de staff.
Les 12 équipes sont réparties en 3 groupes :
| Groupe B                        | Groupe C              | Groupe D                     |
| ------------------------------- | --------------------- | ---------------------------- |
| Kazakhstan (classé 19e)         | Hongrie (classé 20e)  | Pologne (classé 21e)         |
| Pays-Bas (classé 24e)           | Lituanie (classé 23e) | Japon (classé 22e)           |
| Estonie (classé 25e)            | Croatie (classé 26e)  | Roumanie (classé 27e)        |
| Espagne (qualifié – classé 36e) | Serbie (classé 30e)   | Grande-Bretagne (classé 29e) |

### Groupe B
À Narva, Estonie, du 6 au 9 novembre 2008.

#### Effectifs
Espagne
- Attaquants : Salvador Barnola (CG Puigcerdà), Jordi Bernet (FC Barcelone), Adrian Betran (CH Jaca), Jose Antonio Biec (CH Jaca), Ivan Codina (FC Barcelone), Gorka Echevarria (CG Puigcerdà), Pablo Gijon (Majadahonda HC), J. Munoz (FC Barcelone), Pablo Munoz (FC Barcelone), Alejandro Pedraz (KalPa Kuopio), Alexey Roshchyn (CH Jaca), Carlos Santanatalia (CH Jaca)
- Défenseurs : Guillermo Betran (CH Jaca), Roberto Betran (CH Jaca), Juan Brabo (CH Txuri Urdin), Alejandro Hernandez (CH Jaca), Daniel Hilario (CG Puigcerdà), Dany Parra (CH Jaca), Paz Eduardo (Majadahonda HC), Diego Perez (CH Txuri Urdin)
- Gardiens : Aaron Carretero (CH Txuri Urdin), Pablo Muriel (Majadahonda HC)
- Sélectionneur : Carlos Gordovil
- Assistant : Sylvain Humeau

 Estonie
- Attaquants : Andrei Aleksandrov (Tallinn HK Stars), Maksim Ivanov (Tartu Välk 494), Anton Jastrebov (Tartu Välk 494), Aleksandr Kuznetsov (Tallinn HK Stars), Artur Minin (Porvoo Hunters), Pavel Narvet (Narva PSK), Anton Perov (Narva PSK), Mark Samorukov (Tallinn HK Stars), Maksim Semjonov (Tartu Välk 494), Aleksei Sibirtsev (HK ASK Ogre), Olle Sildre (Tartu Välk 494), Paul Sillandi (Tallinn HK Stars), Janus Sorokin (Tallinn HK Stars), Veiko Suvaoja (Tartu Välk 494), Vassili Titarenko (Tartu Välk 494)
- Défenseurs : Kaupo Kaljuste (HK ASK Ogre), Aleksandr Ossipov (HK ASK Ogre), Igor Savvov (Tartu Välk 494), Pelle Sildre (Tartu Välk 494), Dmitri Suur (HC Miercurea-Ciuc)
- Gardiens : Villem Koitmaa (Heinolan Kiekko), Aleksei Terentjev (HK ASK Ogre)
- Sélectionneur : Rais Davletkildejev
- Assistant : Igor Ossipenkov

 Kazakhstan
- Attaquants : Sergueï Aleksandrov (Kazzinc-Torpedo Öskemen), Andreï Gavriline (Barys Astana), Ievgueni Kostrikov (Kazzinc-Torpedo Öskemen), Vadim Krasnoslobodtsev (Barys Astana), Ievgueni Rymarev (Barys Astana), Aleksandr Chine (Kazzinc-Torpedo Öskemen), Vitali Smolianinov (Kazzinc-Torpedo Öskemen), Ilia Solarev (Barys Astana), Andreï Spiridonov (Barys Astana), Roman Startchenko (Barys Astana), Doszhan Yessirkenov (Kazzinc-Torpedo Öskemen), Talgat Jaïlaouov (Barys Astana)
- Défenseurs : Artiom Argokov (Kazzinc-Torpedo Öskemen), Ievgueni Fadeïev (Barys Astana), Andreï Korabeïnikov (Kazzinc-Torpedo Öskemen), Artemi Lakiza (Barys Astana), Alekseï Litvinenko (Vitiaz Tchekhov), Roman Savtchenko (Kazzinc-Torpedo Öskemen), Ievgueni Ouchkov (Kazzinc-Torpedo Öskemen), Alekseï Viatkine (Kazzinc-Torpedo Öskemen)
- Gardiens : Alekseï Kouznetsov (Barys Astana), Sergueï Ogourechnikov (Khimik Voskressensk)
- Sélectionneur : Ierlan Saguimbaïev
- Assistants : Aleksandr Vyssotski, Sergueï Tamboulov, Viktor Bystriantsev

 Pays-Bas
- Attaquants : Kevin Bruijsten (Moskitos Essen), James Easter (HYS La Haye), Marcel Kars (Amstel Tijgers Amsterdam), Jan-Jaap Natte (HYS La Haye), Marco Postma (Nijmegen Emperors), Jamie Schaafsma (REV Bremerhaven), Bradley Smulders (Nijmegen Emperors), Bob Teunissen (Tilburg Trappers), Joy Turpijn (HYS La Haye), Casey van Schagen (Tilburg Trappers), Alan van Bentem (HYS La Haye), Ivy van den Heuvel (Amstel Tijgers Amsterdam)
- Défenseurs : Glenn Bakx (Smoke Eaters Geleen), Chad Euverman (Chamois de Chamonix), Robbert Maas (Eindhoven Kemphanen), Reinier Staats (Eindhoven Kemphanen), Erik Tummers (Smoke Eaters Geleen), Rick Wijnen (Nijmegen Emperors), Bjorn Willemse (Tilburg Trappers), Jordy van Oorschot (Amstel Tijgers Amsterdam)
- Gardiens : Phil Groeneveld (HC Alleghe), Ian Meierdres (Tilburg Trappers)
- Sélectionneur : Tommie Hartogs
- Assistant : Dave Livingston

#### Calendrier et résultats
| 6 novembre 2008 | Kazakhstan | 17-0 (7-0, 6-0, 4-0) | Espagne | Kreenholm Ice Hall, Narva 432 spectateurs |

| Feuille de match                          | Feuille de match | Feuille de match                                                                                              | Feuille de match | Feuille de match           |
| ----------------------------------------- | --- | --- | ---------------- | -------------------------- |
|                                           | R. Startchenko (A.Gavriline, T. Jaïlaouov) – 1 min 03 s A. Chine (I. Kostrikov, D. Yessirkenov) – 1 min 56 s V. Krasnoslobodtsev (I. Rymarev) – 2 min 08 s A.Gavriline (A. Vyatkin, I. Fadeïev) – 4 min 16 s V. Smolyaninov (S. Alexandrov, A. Spiridonov – 9 min 21 s A. Vyatkin (SN) – 12 min 57 s A. Lakiza (I. Rymarev, D. Yessirkenov) (SN) – 15 min 36 s S. Alexandrov (V. Smolyaninov) (SH) – 27 min 37 s R. Savchenko (A. Chine) – 28 min 32 s T. Zhailauov (SN) – 30 min 01 s A. Spiridonov (S. Alexandrov, V. Smolyaninov) – 36 min 11 s A. Chine (Y. Kostrikov, D. Yessirkenov) – 36 min 49 s T. Zhailauov (A.Gavriline) – 39 min 00 s Y. Kostrikov (A. Shin, D. Yessirkenov) – 48 min 58 s A.Gavrilin (R. Startchenko) (SN) – 51 min 36 s Y. Kostrikov (A. Chine, D. Yessirkenov) – 53 min 33 s D. Yessirkenov (Y. Kostrikov, A. Chine) | 1 – 0 2 – 0 3 – 0 4 – 0 5 – 0 6 – 0 7 – 0 8 – 0 9 – 0 10 – 0 11 – 0 12 – 0 13 – 0 14 – 0 15 – 0 16 – 0 17 – 0 |                  | Arbitrage : Raimonds Garda |
| Alekseï Kouznestsov Sergueï Ogourechnikov | Gardiens | Aaron Carretero Pablo Muriel                                                                                  |                  | Arbitrage : Raimonds Garda |
| 10 min                                    | Pénalités | 12 min |                  | Arbitrage : Raimonds Garda |
| 62                                        | Tirs | 7 |                  | Arbitrage : Raimonds Garda |

| 6 novembre 2008 | Pays-Bas | 4-6 (2-1, 1-1, 1-4) | Estonie | Kreenholm Ice Hall, Narva 560 spectateurs |

| Feuille de match | Feuille de match | Feuille de match                                            | Feuille de match | Feuille de match            |
| ---------------- | --- | ----------------------------------------------------------- | --- | --------------------------- |
|                  | B. Smulders (J. Schaafsma) – 4 min 20 s M. Kars (I. van den Heuvel) – 9 min 52 s A. van Bentem (B. Willemse) (SN) – 35 min 23 s J. Schaafsma (B. Smulders, C. Euverman) (SN) – 42 min 52 s | 1 – 0 2 – 0 2 – 1 2 – 2 3 – 2 4 – 2 4 – 3 4 – 4 4 – 5 4 - 6 | 18 min 55 s – M. Ivanov (D. Suur) (SN) 30 min 27 s – J. Sorokin (D. Suur, A. Sibirtsev) 43 min 25 s – V. Suvaoja (K. Kaljuste) 45 min 44 s – T. Titarenko (M. Semjonov) (SN) 54 min 11 s – A. Kuznetsov (A. Jastrebov) 59 min 29 s – A. Sibirtsev (D. Suur) (SH) | Arbitrage : Andrei Biriukov |
| Phil Groeneveld  | Gardiens | Aleksei Terentjev                                           | | Arbitrage : Andrei Biriukov |
| 12 min           | Pénalités | 12 min                                                      | | Arbitrage : Andrei Biriukov |
| 34               | Tirs | 47                                                          | | Arbitrage : Andrei Biriukov |

| 7 novembre 2008 | Pays-Bas | 4-1 (0-1, 2-0, 2-0) | Espagne | Kreenholm Ice Hall, Narva 125 spectateurs |

| Feuille de match | Feuille de match | Feuille de match              | Feuille de match                       | Feuille de match            |
| ---------------- | --- | ----------------------------- | -------------------------------------- | --------------------------- |
|                  | E. Tummers (J. van Oorschot) (double SN) – 20 min 24 s M. Kars (A. van Bentem, I. van den heuvel) – 24 min 58 s M. Postma (J. van Oorschot, J. Schaafsma) – 45 min 07 s M. Postma (E. Tummers) (SH) – 54 min 49 s | 0 - 1 1 – 1 2 – 1 3 – 1 4 - 1 | 19 min 01 s - P. Munoz (J. Brabo) (SN) | Arbitrage : Pergustav Solem |
| Ian Meierdres    | Gardiens | Pablo Muriel                  |                                        | Arbitrage : Pergustav Solem |
| 26 min           | Pénalités | 36 min                        |                                        | Arbitrage : Pergustav Solem |
| 30               | Tirs | 22                            |                                        | Arbitrage : Pergustav Solem |

| 7 novembre 2008 | Estonie | 0-7 (0-4, 0-2, 0-1) | Kazakhstan | Kreenholm Ice Hall, Narva 1 200 spectateurs |

| Feuille de match                 | Feuille de match | Feuille de match                          | Feuille de match | Feuille de match           |
| -------------------------------- | ---------------- | ----------------------------------------- | --- | -------------------------- |
|                                  |                  | 0 – 1 0 – 2 0 – 3 0 – 4 0 – 5 0 – 6 0 - 7 | 6 min 21 s – R. Startchenko (I. Fadeïev, A. Vyatkin) (SN) 8 min 56 s - I. Fadeïev (A. Vyatkin, R. Startchenko) (SN) 9 min 56 s – A. Spiridonov 12 min 58 s - A. Spiridonov (V. Smolyaninov) (SH) 23 min 22 s – S. Alexandrov (A. Spiridonov, A. Argokov) 29 min 21 s – A. Litvinenko (I. Solarev) (SN) 42 min 04 s – T. Zhailauov (R. Startchenko, A. Vyatkin) | Arbitrage : Raimonds Garda |
| Aleksei Terentjev Villem Koitmaa | Gardiens         | Alekseï Kouznetsov                        | | Arbitrage : Raimonds Garda |
| 26 min                           | Pénalités        | 8 min                                     | | Arbitrage : Raimonds Garda |
| 21                               | Tirs             | 60                                        | | Arbitrage : Raimonds Garda |

| 11 octobre 2008 | Kazakhstan | 7-2 (2-1, 3-1, 2-0) | Pays-Bas | Kreenholm Ice Hall, Narva 206 spectateurs |

| Feuille de match      | Feuille de match | Feuille de match                                      | Feuille de match                                                             | Feuille de match            |
| --------------------- | --- | ----------------------------------------------------- | ---------------------------------------------------------------------------- | --------------------------- |
|                       | V. Krasnoslobodtsev (I. Solarev, Y. Rymarev) (SN) – 3 min 36 s T. Zhailauov (A. Litvinenko) (SH) – 12 min 55 s I. Rymarev (A. Litvinenko, I. Solarev) – 22 min 28 s A.Gavriline (A. Litvinenko, A. Argokov) (SN) – 37 min 27 s A. Spiridonov (S. Alexandrov) – 38 min 52 s I. Solarev (A. Litvinenko, A. Lakiza) – 42 min 01 s I. Solarev (V. Smolyaninov, V. Krasnoslobodtsev) – 52 min 56 s | 1 – 0 1 – 1 2 – 1 3 – 1 3 – 2 4 – 2 5 – 2 6 – 2 7 - 2 | 5 min 21 s – J-J Natte (B. Teunissen) 27 min 44 s - J. Schaafsma (M. Postma) | Arbitrage : Andrei Biriukov |
| Sergueï Ogourechnikov | Gardiens | Phil Groeneveld                                       |                                                                              | Arbitrage : Andrei Biriukov |
| 31 min                | Pénalités | 16 min                                                |                                                                              | Arbitrage : Andrei Biriukov |
| 63                    | Tirs | 16                                                    |                                                                              | Arbitrage : Andrei Biriukov |

| 11 octobre 2008 | Espagne | 1-8 (0-2, 1-3, 0-3) | Estonie | Kreenholm Ice Hall, Narva 635 spectateurs |

| Feuille de match             | Feuille de match                   | Feuille de match                                      | Feuille de match | Feuille de match            |
| ---------------------------- | ---------------------------------- | ----------------------------------------------------- | --- | --------------------------- |
|                              | A. Pedraz (P. Munoz) – 25 min 01 s | 0 – 1 0 – 2 0 – 3 0 – 4 1 – 4 1 – 5 1 – 6 1 – 7 1 - 8 | 8 min 43 s – J. Sorokin (M. Ivanov, A. Sibirtsev) 12 min 33 s – A. Ossipov (M. Ivanov, A. Sibirtsev) (SN) 21 min 56 s – O Sildre (P. Sildre) 23 min 18 s – V. Titarenko (A. Kuznetsov) 37 min 27 s – A. Jastrebov (V. Titarenko, A. Kuznetsov) 41 min 02 s - O Sildre (V. Suvaoja) 46 min 00 s - P. Sildre (O Sildre) 56 min 39 s - A. Sibirtsev (M. Ivanov) (SN) | Arbitrage : Pergustav Solem |
| Pablo Muriel Aaron Carretero | Gardiens                           | Villem Koitmaa                                        | | Arbitrage : Pergustav Solem |
| 12 min                       | Pénalités                          | 8 min                                                 | | Arbitrage : Pergustav Solem |
| 13                           | Tirs                               | 51                                                    | | Arbitrage : Pergustav Solem |

#### Classement
| Clt   | Équipe     | PJ | V | VP | D | DP | BP | BC | Diff | Pts |
| ----- | ---------- | -- | - | -- | - | -- | -- | -- | ---- | --- |
| +001, | Kazakhstan | 3  | 3 | 0  | 0 | 0  | 31 | 2  | 29   | 9   |
| +002, | Estonie    | 3  | 2 | 0  | 0 | 0  | 14 | 12 | 2    | 6   |
| +003, | Pays-Bas   | 3  | 1 | 0  | 0 | 0  | 10 | 14 | -4   | 3   |
| +004, | Espagne    | 3  | 0 | 0  | 0 | 3  | 2  | 29 | -27  | 0   |

- Qualifié pour le tour suivant

### Groupe C
A Budapest en Hongrie, du 7 au 9 novembre 2008.

#### Effectifs
Croatie
- Attaquants : Oliver Ciganovic (ECC Preussen Berlin), Tomislav Cunko (KHL Mladost Zagreb), Tomislav Grozaj (KHL Mladost Zagreb), Damir Jakovac (KHL Mladost Zagreb), Dominik Kanaet (HK Spartak Dubnica), Matija Kopajtic (KHL Zagreb), Janko Kucera (KHL Mladost Zagreb), Marko Lovrencic (KHL Medveščak), Mario Novak (KHL Mladost Zagreb), Miro Smerdelj (KHL Mladost Zagreb), Veljko Zibret (KHL Medveščak)
- Défenseurs : Miroslav Brumercik (HC05 Banská Bystrica), Luka Novosel (KHL Medveščak), Mario Sertic (KHL Zagreb), Ivan Siijan (KHL Medveščak), Tomislav Sulevski (KHL Medveščak), Marko Tadic (KHL Mladost Zagreb), Niska Trstenjak (KHL Mladost Zagreb), Luka Ulaga (KHL Medveščak)
- Gardiens : Vanja Belic (KHL Mladost Zagreb), Sinisa Blagus (KHL Zagreb), Nenad Skrapec (KHL Zagreb)
- Sélectionneur : Pavel Kavcic (slovène)
- Assistant : Bruno Bregant

 Hongrie
- Attaquants : Daniel Fekete (Alba Volán Székesfehérvár), Roger Holeczy (HK FTC Nové Zámky), Daniel Koger (EC Red Bull Salzbourg), Csaba Kovács (Alba Volán Székesfehérvár), Balázs Ladányi (Diables Rouges de Briançon), Gergely Majoross (HK FTC Nové Zámky), Gábor Ocskay (Alba Volán Székesfehérvár), Krisztián Palkovics (Alba Volán Székesfehérvár), Istvan Sofron (Alba Volán Székesfehérvár), János Vas (Brynäs IF), Márton Vas (Diables Rouges de Briançon), Artjom Vaszjunyin (Alba Volán Székesfehérvár)
- Défenseurs : Omar Ennaffati (Diables Noirs de Tours), András Horváth (Alba Volán Székesfehérvár), David Jobb (Alba Volán Székesfehérvár), Balázs Kangyal (HK FTC Nové Zámky), Tamas Sille (HK FTC Nové Zámky), Bence Svasznek (HK FTC Nové Zámky), Viktor Szélig (Diables Rouges de Briançon), Viktor Tokaji (Alba Volán Székesfehérvár)
- Gardiens : Krisztian Budai (MHK Kežmarok), Zoltán Hetényi (Alba Volán Székesfehérvár), Levente Szuper (Alba Volán Székesfehérvár)
- Sélectionneur : Pat Cortina (canadien)
- Assistants : Diego Scandella (italien), Lajos Enekes

 Lituanie
- Attaquants : Dmitrijus Bernatavicius (Sputnik Nizhny Tagil), Sergej Ivanuskin (SC Energija), Dovydas Kulevicius (SC Energija), Sarunas Kuliesius (SC Energija), Tautvydas Salna (SC Energija), Karolis Slikas (SC Energija), Martynas Slikas (SC Energija), Dalius Vaiciukevicius (SC Energija), Aligmantas Visockas (SC Energija)
- Défenseurs : Rolandas Aliukonis (SC Energija), Andrius Kaminskas (Bracknell Bees), Mindaugas Kieras (SC Energija), Petras Nauseda (SC Energija), Karolis Nekrasevicius (Lukko Rauma), Edvinas Stepanavicius (SC Energija), Justinas Vezelis (SC Energija), Tomas Vysniauskas (SC Energija)
- Gardiens : Nerijus Dauksevicius (SC Energija), Arturas Kuzmicius (SC Energija)
- Sélectionneur : Dmitrij Medvedev
- Assistant : Vytautas Slikas

 Serbie
- Attaquants : Milos Babic (HK Vojvodina), Velimir Babic (HK Vojvodina), Uros Brestovac (HK Vojvodina), Boban Cukovic (HK Novi Sad), Boris Gabric (Partizan Belgrade), Predrag Milosavljevic (HK Novi Sad), Dimitrije Nadaski (HK Vojvodina), Dejan Pajic (HK Vojvodina), Nenad Rakovic (Partizan Belgrade), Robert Sabados (HK Novi Sad), Marko Sretovic (HK Vojvodina), Bojan Zidjarevic (Etoile Rouge de Belgrade)
- Défenseurs : Nikola Dunda (HK Beostar), Stefan Ilic (HK Beostar), Janko Jerkovic (HK Vojvodina), Filip Mirkovic (HK Vojvodina), Miodrag Pavlovic (Etoile Rouge de Belgrade), Goran Ristic (HK Novi Sad), Uros Sibinovic (Partizan Belgrade), Ivan Tumbas (HK Vojvodina)
- Gardiens : Fedor Aranicki (HK Vojvodina), Milan Lukovic (HK Novi Sad)
- Sélectionneur : Lawrence Sacharuk (canadien)
- Assistant : Dragan Kapicic

#### Calendrier et résultats
| 7 novembre 2008 | Lituanie | 4-2 (0-2, 3-0, 1-0) | Croatie | Budapest Sports Arena, Budapest 400 spectateurs |

| Feuille de match     | Feuille de match | Feuille de match                    | Feuille de match                                                                              | Feuille de match        |
| -------------------- | --- | ----------------------------------- | --------------------------------------------------------------------------------------------- | ----------------------- |
|                      | K. Nekrasevicius (R. Aliukonis) – 28 min 21 s D. Vaiciukevicius (P. Nauseda, M. Kieras) (SN) – 30 min 23 s M. Slikas (D. Vaiciukevicius, S. Kuliesius) – 37 min 01 s R. Aliukonis (D. Vaiciukevicius) – 40 min 27 s | 0 - 1 0 - 2 1 - 2 2 - 2 3 - 2 4 - 2 | 7 min 33 s – O. Ciganovic (V. Zibret) (SN) 19 min 59 s - V. Zibret (L. Novosel, M. Novrencic) | Arbitrage : Bo Andersen |
| Nerijus Dauksevicius | Gardiens | Vanja Belic                         |                                                                                               | Arbitrage : Bo Andersen |
| 28 min               | Pénalités | 18 min                              |                                                                                               | Arbitrage : Bo Andersen |
| 33                   | Tirs | 22                                  |                                                                                               | Arbitrage : Bo Andersen |

| 7 novembre 2008 | Hongrie | 9-1 (4-0, 1-1, 4-0) | Serbie | Budapest Sports Arena, Budapest 6 500 spectateurs |

| Feuille de match              | Feuille de match | Feuille de match                                            | Feuille de match                        | Feuille de match            |
| ----------------------------- | --- | ----------------------------------------------------------- | --------------------------------------- | --------------------------- |
|                               | B. Svasznek (B. Ladányi) SN) – 2 min 37 s R. Ondrejcik (G. Majoross, I. Sofron) – 12 min 19 s B. Ladányi (J. Vas, B. Svasznek) – 13 min 58 s K. Palkovics (G. Ocskay) – 16 min 38 s R. Ondrejcik – 23 min 04 s G. Ocskay (K. Palkovics) – 43 min 08 s A. Vaszjunyin (I. Sofron, B. Kangyal) – 47 min 28 s J. Vas (V. Tokaji, B. Ladányi) – 47 min 53 s A. Horvath (G. Ocskay, V. Tokaji) (SN) – 54 min 18 s | 1 – 0 2 – 0 3 – 0 4 – 0 5 – 0 5 – 1 6 – 1 7 – 1 8 – 1 9 - 1 | 30 min 19 s – D. Pajic (B. Gabric) (SN) | Arbitrage : Igor Chernyshov |
| Zoltan Hetenyi Levente Szuper | Gardiens | Milan Lukovic Fedor Aranicki                                |                                         | Arbitrage : Igor Chernyshov |
| 12 min                        | Pénalités | 14 min                                                      |                                         | Arbitrage : Igor Chernyshov |
| 51                            | Tirs | 11                                                          |                                         | Arbitrage : Igor Chernyshov |

| 8 novembre 2008 | Lituanie | 7-2 (0-1, 4-1, 3-0) | Serbie | Budapest Sports Arena, Budapest 1 500 spectateurs |

| Feuille de match  | Feuille de match | Feuille de match                                      | Feuille de match                                                   | Feuille de match             |
| ----------------- | --- | ----------------------------------------------------- | ------------------------------------------------------------------ | ---------------------------- |
|                   | S. Ivanuskin (S. Kuliesius, D. Bernatavicius) (SN) – 26 min 49 s S. Kuliesius (D. Vaiciukevicius, K. Nekrasevicius) (SN) – 29 min 29 s D. Bernatavicius – 36 min 18 s S. Kuliesius (D. Vaiciukevicius) – 36 min 36 s K. Slikas (S. Ivanuskin, J. Vezelis) – 49 min 57 s D. Kulevicius (D. Bernatavicius) – 50 min 55 s A. Kaminska (D. Kulevicius, D. Bernatavicius) (SN) – 58 min 27 s | 0 - 1 1 – 1 2 – 1 2 – 2 3 – 2 4 – 2 5 – 2 6 – 2 7 - 2 | 17 min 03 s – D. Nadaski (P. Milosavljevic) 30 min 23 s – D. Pajic | Arbitrage : Roland Aumueller |
| Arturas Kuzmicius | Gardiens | Milan Lukovic                                         |                                                                    | Arbitrage : Roland Aumueller |
| 34 min            | Pénalités | 28 min                                                |                                                                    | Arbitrage : Roland Aumueller |
| 54                | Tirs | 29                                                    |                                                                    | Arbitrage : Roland Aumueller |

| 8 novembre 2008 | Croatie | 1-6 (0-2, 0-3, 1-1) | Hongrie | Budapest Sports Arena, Budapest 7 898 spectateurs |

| Feuille de match | Feuille de match                       | Feuille de match                          | Feuille de match | Feuille de match        |
| ---------------- | -------------------------------------- | ----------------------------------------- | --- | ----------------------- |
|                  | O. Ciganovic (V. Zibret) – 45 min 22 s | 0 - 1 0 - 2 0 – 3 0 – 4 0 – 5 1 – 5 1 - 6 | 6 min 06 s - A. Horvath (G. Ocskay, D. Fekete) (SN) 8 min 40 s - G. Ocskay (K. Palkovics) 25 min 54 s – J. Vas (B. Ladányi, O. Ennaffati) (SN) 28 min 59 s – I. Peterdi (V. Tokaji) 39 min 34 s – R. Ondrejcik (G. Majoross) 59 min 04 s – D. Fekete (G. Ocskay) | Arbitrage : Bo Andersen |
| Vanja Belic      | Gardiens                               | Zoltan Hetenyi                            | | Arbitrage : Bo Andersen |
| 32 min           | Pénalités                              | 14 min                                    | | Arbitrage : Bo Andersen |
| 15               | Tirs                                   | 56                                        | | Arbitrage : Bo Andersen |

| 9 novembre 2008 | Serbie | 1-5 (0-1, 1-3, 0-1) | Croatie | Budapest Sports Arena, Budapest 1 683 spectateurs |

| Feuille de match | Feuille de match               | Feuille de match                    | Feuille de match | Feuille de match            |
| ---------------- | ------------------------------ | ----------------------------------- | --- | --------------------------- |
|                  | M. Sretovic (SN) – 34 min 26 s | 0 – 1 0 – 2 1 – 2 1 – 3 1 – 4 1 - 5 | 11 min 01 s - T. Grozaj (M. Smerdelj) 20 min 32 s - O. Ciganovic (M. Lovrencic, M. Brumercik) 35 min 42 s - O. Ciganovic (V. Zibret) 38 min 06 s - M. Lovrencic (V. Zibret) (SN) 56 min 22 s - D. Kanaet (M. Smerdelj) | Arbitrage : Igor Chernyshov |
| Fedor Aranicki   | Gardiens                       | Vanja Belic                         | | Arbitrage : Igor Chernyshov |
| 30 min           | Pénalités                      | 22 min                              | | Arbitrage : Igor Chernyshov |
| 35               | Tirs                           | 33                                  | | Arbitrage : Igor Chernyshov |

| 9 novembre 2008 | Hongrie | 5-2 (3-1, 0-0, 2-1) | Lituanie | Budapest Sports Arena, Budapest 8 520 spectateurs |

| Feuille de match  | Feuille de match | Feuille de match                          | Feuille de match                                                                          | Feuille de match             |
| ----------------- | --- | ----------------------------------------- | ----------------------------------------------------------------------------------------- | ---------------------------- |
|                   | J. Vas (V. Tokaji, B. Ladányi) (SN) – 6 min 42 s R. Holeczy (I. Peterdi, C. Kovacs) (SN) – 8 min 43 s B. Ladányi (M. Vas, A. Horvath) (SN) – 13 min 57 s J. Vas (M. Vas, B. Ladányi) – 48 min 51 s K. Palkovics (G. Ocskay, T. Sille) (SH) – 51 min 14 s | 1 – 0 2 – 0 2 – 1 3 – 1 3 – 2 4 – 2 5 - 2 | 13 min 14 s – S. Kuliesius (K. Nekrasevicius) 47 min 23 s – A. Kaminskas (M. Kieras) (SN) | Arbitrage : Roland Aumueller |
| Arturas Kuzmicius | Gardiens | Milan Lukovic                             |                                                                                           | Arbitrage : Roland Aumueller |
| 20 min            | Pénalités | 24 min                                    |                                                                                           | Arbitrage : Roland Aumueller |
| 52                | Tirs | 22                                        |                                                                                           | Arbitrage : Roland Aumueller |

#### Classement
| Clt   | Équipe   | PJ | V | VP | D | DP | BP | BC | Diff | Pts |
| ----- | -------- | -- | - | -- | - | -- | -- | -- | ---- | --- |
| +001, | Hongrie  | 3  | 3 | 0  | 0 | 0  | 20 | 4  | 16   | 9   |
| +002, | Lituanie | 3  | 2 | 0  | 0 | 1  | 13 | 9  | 4    | 6   |
| +003, | Croatie  | 3  | 1 | 0  | 0 | 2  | 8  | 11 | -3   | 3   |
| +004, | Serbie   | 3  | 0 | 0  | 0 | 3  | 4  | 21 | -17  | 0   |

- Qualifié pour le tour suivant

### Groupe D
À Sanok en Pologne, du 7 au 9 novembre 2008.

#### Effectifs
Grande-Bretagne
- Attaquants : Greg Chambers (Basingstoke Bison), David Clarke (Nottingham Panthers), Russell Cowley (Coventry Blaze), Robert Dowd (Sheffield Steelers), Jason Hewitt (Sheffield Steelers), David Longstaff (Newcastle Vipers), Matthew Myers (Nottingham Panthers), Greg Owen (Diables Rouges de Briançon), Jonathan Phillips (Sheffield Steelers), Mark Richardson (Nottingham Panthers), Paul Sample (Belfast Giants), Colin Shields (Belfast Giants), Ashley Tait (Sheffield Steelers), Steven Thornton (Belfast Giants)
- Défenseurs : Leigh Jamieson (Coventry Blaze), Danny Meyers (Nottingham Panthers), Ben O'Connor (Coventry Blaze), David Phillips (Belfast Giants), Graeme Walton (Belfast Giants), Jonathan Weaver (Coventry Blaze)
- Gardiens : Stevie Lyle (Belfast Giants), Stephen Murphy (Manchester Phoenix)
- Sélectionneur : Paul Thompson
- Assistant : Tony Hand, Robert Wilson (canadien)

 Japon :
- Attaquants : Masato Domeki (Oji Eagles), Yoshinori Iimura (Nippon Paper Cranes), Toru Kamino (Seibu Prince Rabbits), Yosuke Kon (Seibu Prince Rabbits), Darcy Mitani (Nippon Paper Cranes), Daisuke Obara (Seibu Prince Rabbits),Katsuya Ogawa (Oji Eagles), Masafumi Ogawa (Oji Eagles), Takeshi Saito (Oji Eagles), Tetsuya Saito (Oji Eagles), Takahito Suzuki (Seibu Prince Rabbits), Go Tanaka (Seibu Prince Rabbits), Kei Tonosaki (Oji Eagles)
- Défenseurs : Ryuchi Kawai (Seibu Prince Rabbits), Aaron Keller (Oji Eagles), Ryota Minami (Oji Eagles), Fumitaka Miyauchi (Seibu Prince Rabbits), Hideyuki Osawa (Nippon Paper Cranes), Jun Tonosaki (Nippon Paper Cranes), Takafumi Yamashita (Oji Eagles)
- Gardiens : Masahito Haruna (Oji Eagles), Isashi Ishikawa (Nippon Paper Cranes)
- Sélectionneur : Mark Mahon (allemand)
- Assistant : Takeshi Yamanaka, Norio Suzuki

 Pologne
- Attaquants : Adam Bagiński (GKS Tychy), Filip Drzewiecki (KS Cracovia Kraków), Marcin Jaros (KH Zagłębie Sosnowiec), Marcin Kolusz (HK ŠKP Poprad), Sebastian Kowalówka (KS Cracovia Kraków), Leszek Laszkiewicz (KS Cracovia Kraków), Mikolaj Lopuski (Stoczniowiec Gdańsk), Tomasz Proszkiewicz (GKS Tychy), Jarosław Rzeszutko (Stoczniowiec Gdańsk), Damian Słaboń (KS Cracovia Kraków), Maciej Urbanowicz (Stoczniowiec Gdańsk), Krzysztof Zapała (Podhale Nowy Targ)
- Défenseurs : Adam Borzęcki (EC Bad Tölz), Bartosz Dąbkowski (TKH Toruń), Paweł Dronia (KH Zagłębie Sosnowiec), Rafal Dutka (Podhale Nowy Targ), Sebastian Gonera (GKS Tychy), Grzegorz Piekarski (GKS Jastrzębie), Łukasz Wilczek (KH Zagłębie Sosnowiec)
- Gardiens : Kamil Kosowski (GKS Jastrzębie), Przemysław Odrobny (Stoczniowiec Gdańsk)
- Sélectionneur : Peter Ekroth (suédois)
- Assistant : Tomasz Wawrzkiewicz, Wojciech Tkacz, Tomasz Rutkowski

 Roumanie
- Attaquants : Zsombor Antal (HC Miercurea-Ciuc), Otto Biro (HC Miercurea-Ciuc), Levente Elekes (SC Miercurea-Ciuc), Mihail Georgescu (CSA Steaua Bucarest), Razvan Lupascu (CSA Steaua Bucarest), Ervin Moldován (SC Miercurea-Ciuc), Zsolt Molnar (HC Miercurea-Ciuc), Leonard Pascaru (CSM Dunarea Galati), Róbert Péter (SC Miercurea-Ciuc), Istvan Szábo (HC Miercurea-Ciuc), Ciprian Tapu (CSA Steaua Bucarest), Csanad Virag (HC Miercurea-Ciuc)
- Défenseurs : Botond Flinta (HC Miercurea-Ciuc), Attila Goga (CS Progym Gheorghieni), Endre Kosa (SC Miercurea-Ciuc), Szolt Kozma (CS Progym Gheorghieni), Nicusor Lusneac (CSA Steaua Bucarest), Istvan Nagy (SC Miercurea-Ciuc), Istvan Sprencz (SC Miercurea-Ciuc)
- Gardiens : Rajmond Fulop (HC Miercurea-Ciuc), Szabolcs Molnar (CS Progym Gheorghieni)
- Sélectionneur : Dusan Kapusta (slovaque)
- Assistant : Sandor Gal

#### Calendrier et résultats
| 6 novembre 2008 | Japon | 7-0 (3-0, 3-0, 1-0) | Roumanie | Arena Sanok, Sanok 600 spectateurs |

| Feuille de match | Feuille de match | Feuille de match                          | Feuille de match | Feuille de match           |
| ---------------- | --- | ----------------------------------------- | ---------------- | -------------------------- |
|                  | G. Tanaka (PS) – 7 min 32 s T. Yamashita (A. Keller) (SN) – 8 min 54 s M. Domeki (R. Kawai, T. Saito) – 19 min 08 s Y. Imura (R. Kawai, D. Obara) (SN) – 22 min 35 s M. Ogawa (T. Kamino, Y. Kon) – 36 min 15 s Y. Imura (T. Suzuki, D. Mitani) – 38 min 45 s T. Yamashita (A. Keller, T. Saito) (SN) – 42 min 06 s | 1 – 0 2 – 0 3 – 0 4 - 0 5 – 0 6 – 0 7 - 0 |                  | Arbitrage : Wilhelm Schimm |
| Naoya Kikuchi    | Gardiens | Szabolcs Molnar                           |                  | Arbitrage : Wilhelm Schimm |
| 10 min           | Pénalités | 26 min                                    |                  | Arbitrage : Wilhelm Schimm |
| 42               | Tirs | 18                                        |                  | Arbitrage : Wilhelm Schimm |

| 6 novembre 2008 | Pologne | 3-2 (TB) (1-1, 1-0, 0-1, 0-0, 1-0) | Grande-Bretagne | Arena Sanok, Sanok 2 500 spectateurs |

| Feuille de match   | Feuille de match                                                                                          | Feuille de match              | Feuille de match                                                               | Feuille de match          |
| ------------------ | --- | ----------------------------- | ------------------------------------------------------------------------------ | ------------------------- |
|                    | M. Urbanowicz (A. Baginski) – 8 min 44 s K. Zapala (P. Dronia) (SN) – 30 min 53 s D. Slabon – 65 min 00 s | 0 – 1 1 – 1 2 – 1 2 – 2 3 - 2 | 6 min 02 s – D. Clarke (G. Chambers) (SN) 56 min 21 s – D. Meyers (C. Shields) | Arbitrage : Radek Husicka |
| Rafal Radziszewski | Gardiens                                                                                                  | Stephen Murphy                |                                                                                | Arbitrage : Radek Husicka |
| 18 min             | Pénalités                                                                                                 | 12 min                        |                                                                                | Arbitrage : Radek Husicka |
| 21                 | Tirs | 28                            |                                                                                | Arbitrage : Radek Husicka |

| 7 novembre 2008 | Japon | 2-1 (1-1, 1-0, 0-0) | Grande-Bretagne | Arena Sanok, Sanok 300 spectateurs |

| Feuille de match | Feuille de match                                                          | Feuille de match  | Feuille de match                      | Feuille de match             |
| ---------------- | ------------------------------------------------------------------------- | ----------------- | ------------------------------------- | ---------------------------- |
|                  | G. Tanaka (R. Kawai, Y. Iimura) – 17 min 50 s D. Obara (SH) – 27 min 48 s | 1 – 0 1 – 1 2 - 1 | 18 min 33 s – J. Weaver (G. Chambers) | Arbitrage : Tuomo Sorakangas |
| Masahito Haruna  | Gardiens                                                                  | Stevie Lyle       |                                       | Arbitrage : Tuomo Sorakangas |
| 10 min           | Pénalités                                                                 | 4 min             |                                       | Arbitrage : Tuomo Sorakangas |
| 34               | Tirs                                                                      | 30                |                                       | Arbitrage : Tuomo Sorakangas |

| 7 novembre 2008 | Roumanie | 1-9 (1-3, 0-3, 0-3) | Pologne | Arena Sanok, Sanok 2 400 spectateurs |

| Feuille de match       | Feuille de match                                  | Feuille de match                                            | Feuille de match | Feuille de match           |
| ---------------------- | ------------------------------------------------- | ----------------------------------------------------------- | --- | -------------------------- |
|                        | E. Moldovan (I. Nagy, E. Kosa) (SN) – 15 min 02 s | 0 – 1 0 – 2 1 – 2 1 – 3 1 – 4 1 – 5 1 – 6 1 – 7 1 – 8 1 - 9 | 19 s – K. Zapala (T. Proszkiewicz, M. Lopuski) 3 min 29 s - M. Lopuski (T. Proszkiewicz) 18 min 02 s – M. Kolusz (M. Urbanowicz, P. Dronia) 31 min 10 s – G. Piekarski (L. Laszkiewicz, M. Jaros) 37 min 05 s – A. Borzcki (M. Lopuski, G. Piekarski) (SN) 37 min 55 s - T. Proszkiewicz (D. Slabon) 40 min 52 s – D. Slabon 47 min 12 s - K. Zapala (S. Gonera) (SN) 51 min 20 s - P. Dronia (S. Kowalowka) | Arbitrage : Wilhelm Schimm |
| Adrian Catrinoi Cornea | Gardiens                                          | Rafal Radziszewski Przemyslaw Odrobny                       | | Arbitrage : Wilhelm Schimm |
| 14 min                 | Pénalités                                         | 10 min                                                      | | Arbitrage : Wilhelm Schimm |
| 20                     | Tirs                                              | 47                                                          | | Arbitrage : Wilhelm Schimm |

| 9 novembre 2008 | Grande-Bretagne | 11-1 (4-0, 3-1, 4-0) | Roumanie | Arena Sanok, Sanok 800 spectateurs |

| Feuille de match | Feuille de match | Feuille de match                                                          | Feuille de match                   | Feuille de match             |
| ---------------- | --- | ------------------------------------------------------------------------- | ---------------------------------- | ---------------------------- |
|                  | J. Weaver (M. Myers, J. Phillips) – 4 min 55 s C. Shields (J. Weaver, G. Chambers) – 5 min 45 s R. Cowley (P. Sample, M. Richardson) – 7 min 23 s D. Clarke (G. Chambers) (double SN) – 17 min 12 s A. Tait (G. Chambers, S. Lyle) – 22 min 43 s G. Owen (SH) – 36 min 15 s D. Phillips (G. Chambers, J. Phillips) – 37 min 43 s J. Phillips (M. Myers) – 46 min 01 s D. Clarke (A. Tait, G. Walton) – 48 min 03 s M. Richardson (D. Clarke, A. Tait) (SN) – 52 min 30 s L. Jamieson (P. Sample, R. Cowley) (SN) – 58 min 09 s | 1 – 0 2 – 0 3 – 0 4 – 0 5 – 0 5 – 1 6 – 1 7 – 1 8 – 1 9 – 1 10 – 1 11 - 1 | 25 min 22 s – Z. Antal (Z. Molnar) | Arbitrage : Tuomo Sorakangas |
| Stevie Lyle      | Gardiens | Adrian Catrinoi Szabolcs Molnar                                           |                                    | Arbitrage : Tuomo Sorakangas |
| 10 min           | Pénalités | 26 min                                                                    |                                    | Arbitrage : Tuomo Sorakangas |
| 56               | Tirs | 19                                                                        |                                    | Arbitrage : Tuomo Sorakangas |

| 9 novembre 2008 | Pologne | 1-3 (0-3, 1-0, 0-0) | Japon | Arena Sanok, Sanok 4 000 spectateurs |

| Feuille de match   | Feuille de match                    | Feuille de match        | Feuille de match | Feuille de match          |
| ------------------ | ----------------------------------- | ----------------------- | --- | ------------------------- |
|                    | K. Zapala (J. Dolega) – 28 min 57 s | 0 – 1 0 – 2 0 – 3 1 - 3 | 9 min 07 s – Y. Iimura (R. Kawai) (SN) 9 min 31 s – M. Domeki (A. Keller) 12 min 44 s – D. Obara (T. Suzuki, A. Keller) (SN) | Arbitrage : Radek Husicka |
| Rafal Radziszewski | Gardiens                            | Masahito Haruna         | | Arbitrage : Radek Husicka |
| 30 min             | Pénalités                           | 14 min                  | | Arbitrage : Radek Husicka |
| 34                 | Tirs                                | 24                      | | Arbitrage : Radek Husicka |

#### Classement
| Clt   | Équipe          | PJ | V | VP | D | DP | BP | BC | Diff | Pts |
| ----- | --------------- | -- | - | -- | - | -- | -- | -- | ---- | --- |
| +001, | Japon           | 3  | 3 | 0  | 0 | 0  | 12 | 2  | 10   | 9   |
| +002, | Pologne         | 3  | 1 | 1  | 0 | 1  | 13 | 6  | 7    | 5   |
| +003, | Grande-Bretagne | 3  | 1 | 0  | 1 | 1  | 14 | 6  | 8    | 4   |
| +004, | Roumanie        | 3  | 0 | 0  | 0 | 3  | 2  | 27 | -25  | 0   |

- Qualifié pour le tour suivant

## Qualifications olympiques finales (du 5 au 8 février 2009)
Les tournois des qualifications olympiques se déroulent pour les 9 nations classées de la 10e à la 18e place au classement mondial IIHF 2008 en plus des trois équipes qualifiées lors des tournois pré-qualificatifs de novembre 2008.
Pour la composition des effectifs, chaque équipe est autorisée à engager un maximum de 20 joueurs de champ, 3 gardiens et 7 membres de staff.
Les 12 équipes sont divisées en 3 groupes :
| Groupe E                      | Groupe F                        | Groupe G                           |
| ----------------------------- | ------------------------------- | ---------------------------------- |
| Allemagne (classé 10e)        | Lettonie (classé 11e)           | Norvège (classé 12e)               |
| Slovénie (classé 15e)         | Italie (classé 14e)             | Danemark (classé 13e)              |
| Autriche (classé 16e)         | Ukraine (classé 17e)            | France (classé 18e)                |
| Japon (qualifié - classé 22e) | Hongrie (qualifié - classé 20e) | Kazakhstan (qualifié - classé 19e) |

### Groupe E
À Hanovre, Allemagne, du 5 au 8 février 2009.

#### Effectifs
Allemagne
- Attaquants : Alexander Barta (Ice Tigers de Nuremberg), Sven Felski (Eisbären Berlin), Philip Gogulla (Kölner Haie), Michael Hackert (Adler Mannheim), Manuel Klinge (Huskies de Cassel), Richard Muller (Hamburg Freezers), Travis James Mulock (EC Bad Tölz), André Rankel (Eisbären Berlin), Yannic Seidenberg (ERC Ingolstadt), John Tripp (Hamburg Freezers), Christoph Ullmann (Kölner Haie), Michael Wolf (Iserlohn Roosters)
- Défenseurs : Martin Ančička (Ice Tigers de Nuremberg), Michael Bakos (ERC Ingolstadt), Sven Butenschon (Adler Mannheim), Frank Hördler (Eisbären Berlin), Moritz Müller (Kölner Haie), André Reiss (Scorpions de Hanovre), Andreas Reiss (Kölner Haie), Christopher Schmidt (Iserlohn Roosters)
- Gardiens : Dennis Endras (Augsburger Panther), Dimitri Pätzold (Scorpions de Hanovre), Youri Ziffzer (Eisbären Berlin)
- Sélectionneur : Uwe Krupp
- Assistant : Ernst Hofner

 Autriche
- Attaquants : Michael Grabner (Moose du Manitoba), Gregor Hager (EC Klagenfurt AC), Dieter Kalt (EC Red Bull Salzbourg), Roland Kaspitz (EC VSV), Thomas Koch (EC Red Bull Salzbourg), Philipp Lukas (EHC Liwest Linz), Michael Raffl (EC VSV), David Schuller (EC Klagenfurt AC), Oliver Setzinger (SC Langnau Tigers), Matthias Trattnig (EC Red Bull Salzbourg), Daniel Welser (EC Red Bull Salzbourg)
- Défenseurs : Mario Altmann (EC Capitals de Vienne), Andre Lakos (Traktor Tcheliabinsk), Philippe Lakos (HC TWK Innsbruck), Robert Lukas (EHC Liwest Linz), Martin Oraze (EC VSV), Markus Peintner (EC VSV), Jeremy Rebek (EC Red Bull Salzbourg), Gerhard Unterluggauer (HC TWK Innsbruck), Darcy Werenka (EC Capitals de Vienne)
- Gardiens : Bernd Bruckler (Espoo Blues), Jurgen Penker (Rögle BK),
- Sélectionneur : Lars Bergstrom (suédois)
- Assistant : Johan Stromvall (suédois)

 Japon :
- Attaquants : Masato Domeki (Oji Eagles), Yoshinori Iimura (Nippon Paper Cranes), Bin Ishioka (Seibu Prince Rabbits), Toru Kamino (Seibu Prince Rabbits), Yosuke Kon (Seibu Prince Rabbits), Darcy Mitani (Nippon Paper Cranes), Masahito Nishiwaki (Nippon Paper Cranes), Daisuke Obara (Seibu Prince Rabbits), Masafumi Ogawa (Oji Eagles), Takeshi Saito (Oji Eagles), Sho Sato (Seibu Prince Rabbits), Takahito Suzuki (Seibu Prince Rabbits), Go Tanaka (Seibu Prince Rabbits)
- Défenseurs : Ryuchi Kawai (Seibu Prince Rabbits), Makoto Kawashima (Oji Eagles), Aaron Keller (Oji Eagles), Ryota Minami (Oji Eagles), Fumitaka Miyauchi (Seibu Prince Rabbits), Hideyuki Osawa (Nippon Paper Cranes), Jun Tonosaki (Nippon Paper Cranes)
- Gardiens : Masahito Haruna (Oji Eagles), Isashi Ishikawa (Nippon Paper Cranes)
- Sélectionneur : Mark Mahon (allemand)
- Assistant : Takeshi Yamanaka, Norio Suzuki

 Slovénie
- Attaquants : Andrej Hebar (HK Acroni Jesenice), Matej Hočevar (HDD Olimpija Ljubljana), Ivo Jan (EC Graz 99ers), Marjan Manfreda (HK Acroni Jesenice), Aleš Mušič (HDD Olimpija Ljubljana), Gregor Polončič (HK Acroni Jesenice), Tomaž Razingar (HK Acroni Jesenice), David Rodman (HK Acroni Jesenice),Marcel Rodman (HK Acroni Jesenice), Mitja Sivic (Brûleurs de loups de Grenoble), Edo Terglav (Diables Rouges de Briançon), Anže Terlikar (HK Acroni Jesenice)
- Défenseurs : Damjan Dervarič (HK Acroni Jesenice), Sabahudin Kovačevič (HK Acroni Jesenice), Aleš Kranjc (HK Acroni Jesenice), Jakob Milovanovič (Diables Rouges de Briançon), Žiga Pavlin (HDD Olimpija Ljubljana), Miha Rebolj (HK Acroni Jesenice), Mitja Robar (HK Acroni Jesenice), Andrej Tavželj (HDD Olimpija Ljubljana)
- Gardiens : Andrej Hočevar (HK Acroni Jesenice), Robert Kristan (Mora IK), Aleš Sila (HDD Olimpija Ljubljana)
- Sélectionneur : John Harrington (États-Unis)
- Assistant : Gorazd Rekelj, Andrej Hebar

#### Calendrier et résultats
| 5 février 2009 | Slovénie | 3-4 (pr) (0-0, 3-2, 0-1, 0-1) | Autriche | TUI Arena, Hanovre 1 016 spectateurs |

| Feuille de match | Feuille de match | Feuille de match                          | Feuille de match | Feuille de match                       |
| ---------------- | --- | ----------------------------------------- | --- | -------------------------------------- |
|                  | A. Hebar (E. Terglav) - 21 min 48 s M. Rodman (T. Razingar) - 30 min 30 s M. Rodman (A. Hebar, D. Rodman) - 39 min 44 s | 1 - 0 1 - 1 2 - 1 2 - 2 3 - 2 3 - 3 3 - 4 | 24 min 52 s - M. Grabner (A. Lakos) (SN) 35 min 39 s - M. Grabner (G. Unterluggauer, P. Lukas) (double SN) 55 min 01 s - T. Koch (D. Kalt) 63 min 40 s - A. Lakos (O. Setzinger) | Arbitrage : Sami Partanen Ulf Ronnmark |
| Robert Kristan   | Gardiens | Bernd Brückler                            | | Arbitrage : Sami Partanen Ulf Ronnmark |
| 10 min           | Pénalités | 32 min                                    | | Arbitrage : Sami Partanen Ulf Ronnmark |
| 19               | Tirs | 27                                        | | Arbitrage : Sami Partanen Ulf Ronnmark |

| 5 février 2009 | Allemagne | 7-1 (3-1, 3-0, 1-0) | Japon | TUI Arena, Hanovre 4 318 spectateurs |

| Feuille de match     | Feuille de match | Feuille de match                                | Feuille de match                                 | Feuille de match                          |
| -------------------- | --- | ----------------------------------------------- | ------------------------------------------------ | ----------------------------------------- |
|                      | Y. Seidenberg (SH) - 3 min 57 s M. Wolf (P. Gogulla, M. Hackert) - 6 min 07 s P. Gogulla (M. Hackert, M. Wolf) (SN) - 15 min 00 s M. Klinge (S. Felski, A. Barta) - 31 min 28 s R. Muller (T. Mulock, A. Rankel) - 31 min 57 s J. Tripp (C. Ullmann) - 32 min 55 s J. Tripp (A. Reiss, M. Muller) (SN) - 53 min 22 s | 1 - 0 2 - 0 3 - 0 3 - 1 4 - 1 5 - 1 6 - 1 7 - 1 | 19 min 01 s - M. Domeki (A. Keller, Y. Kon) (SN) | Arbitrage : Chris Savage Vladimir Sindler |
| D. Pätzold D. Endras | Gardiens | M. Haruna H. Ishikawa                           |                                                  | Arbitrage : Chris Savage Vladimir Sindler |
| 18 min               | Pénalités | 8 min                                           |                                                  | Arbitrage : Chris Savage Vladimir Sindler |
| 30                   | Tirs | 13                                              |                                                  | Arbitrage : Chris Savage Vladimir Sindler |

| 7 février 2009 | Slovénie | 4-5 (TB) (2-1, 2-1, 0-2, 0-0, 0-1) | Japon | TUI Arena, Hanovre 2 380 spectateurs |

| Feuille de match | Feuille de match | Feuille de match                                      | Feuille de match | Feuille de match                           |
| ---------------- | --- | ----------------------------------------------------- | --- | ------------------------------------------ |
|                  | T. Razingar (E. Terglav) - 59 s I. Jan (T. Razingar) - 11 min 37 s A. Mušič (A. Terlikar, A. Tavželj) - 28 min 45 s A. Kranjc (A. Hebar) (SN) - 30 min 34 s | 1 - 0 2 - 0 2 - 1 2 - 2 3 - 2 4 - 2 4 - 3 4 - 4 4 - 5 | 16 min 45 s - M. Domeki (Y. Kon) 27 min 02 s - R. Kawai (H. Osawa) (SN) 47 min 00 s - B. Ishioka 56 min 12 s - G. Tanaka (T. Suzuki, D. Obara) (double SN) 65 min 00 s - G. Tanaka | Arbitrage : Sami Partanen Vladimir Sindler |
| Robert Kristan   | Gardiens | Masahito Haruna                                       | | Arbitrage : Sami Partanen Vladimir Sindler |
| 16 min           | Pénalités | 12 min                                                | | Arbitrage : Sami Partanen Vladimir Sindler |
| 31               | Tirs | 30                                                    | | Arbitrage : Sami Partanen Vladimir Sindler |

| 7 février 2009 | Autriche | 1-2 (0-0, 1-2, 0-0) | Allemagne | TUI Arena, Hanovre 5 034 spectateurs |

| Feuille de match | Feuille de match      | Feuille de match  | Feuille de match                                                     | Feuille de match                      |
| ---------------- | --------------------- | ----------------- | -------------------------------------------------------------------- | ------------------------------------- |
|                  | D. Kalt - 30 min 49 s | 0 - 1 1 - 1 1 - 2 | 22 min 04 s - Y. Seidenberg 33 min 03 s - J. Tripp (C. Schmidt) (SN) | Arbitrage : Ulf Ronnmark Chris Savage |
| B. Bruckler      | Gardiens              | D. Pätzold        |                                                                      | Arbitrage : Ulf Ronnmark Chris Savage |
| 10 min           | Pénalités             | 10 min            |                                                                      | Arbitrage : Ulf Ronnmark Chris Savage |
| 28               | Tirs                  | 16                |                                                                      | Arbitrage : Ulf Ronnmark Chris Savage |

| 8 février 2009 | Japon | 2-5 (0-1, 1-3, 1-1) | Autriche | TUI Arena, Hanovre 1 423 spectateurs |

| Feuille de match | Feuille de match                                                        | Feuille de match                          | Feuille de match | Feuille de match                      |
| ---------------- | ----------------------------------------------------------------------- | ----------------------------------------- | --- | ------------------------------------- |
|                  | D. Mitani (A. Keller) - 34 min 45 s D. Obara (B. Ishioka) - 42 min 59 s | 0 - 1 0 - 2 0 - 3 0 - 4 1 - 4 2 - 4 2 - 5 | 13 min 05 s - M. Grabner (R. Lukas, M. Raffl) 26 min 39 s - M. Grabner (P. Lakos) 31 min 30 s - D. Welser (O. Setzinger) (SN) 31 min 55 s - M. Grabner 48 min 25 s - P. Lakos (O. Setzinger) | Arbitrage : Ulf Ronnmark Chris Savage |
| Masahito Haruna  | Gardiens                                                                | Jurgen Penker                             | | Arbitrage : Ulf Ronnmark Chris Savage |
| 8 min            | Pénalités                                                               | 10 min                                    | | Arbitrage : Ulf Ronnmark Chris Savage |
| 20               | Tirs                                                                    | 24                                        | | Arbitrage : Ulf Ronnmark Chris Savage |

| 8 février 2009 | Allemagne | 2-1 (1-0, 1-0, 0-1) | Slovénie | TUI Arena, Hanovre 3 758 spectateurs |

| Feuille de match | Feuille de match                                                                  | Feuille de match  | Feuille de match                  | Feuille de match                           |
| ---------------- | --------------------------------------------------------------------------------- | ----------------- | --------------------------------- | ------------------------------------------ |
|                  | M. Hackert (M. Bakos) - 12 min 21 s T. Mulock (A. Barta, M. Klinge) - 21 min 12 s | 1 - 0 2 - 0 2 - 1 | 48 min 07 s - A. Mušič (M. Šivic) | Arbitrage : Sami Partanen Vladimir Sindler |
| Dennis Endras    | Gardiens                                                                          | Andrej Hočevar    |                                   | Arbitrage : Sami Partanen Vladimir Sindler |
| 16 min           | Pénalités                                                                         | 14 min            |                                   | Arbitrage : Sami Partanen Vladimir Sindler |
| 25               | Tirs                                                                              | 23                |                                   | Arbitrage : Sami Partanen Vladimir Sindler |

#### Classement
| Clt   | Équipe    | PJ | V | VP | D | DP | BP | BC | Diff | Pts |
| ----- | --------- | -- | - | -- | - | -- | -- | -- | ---- | --- |
| +001, | Allemagne | 3  | 3 | 0  | 0 | 0  | 11 | 3  | 8    | 9   |
| +002, | Autriche  | 3  | 1 | 1  | 0 | 1  | 10 | 7  | 3    | 5   |
| +003, | Japon     | 3  | 0 | 1  | 0 | 2  | 8  | 16 | -8   | 2   |
| +004, | Slovénie  | 3  | 0 | 0  | 2 | 1  | 8  | 11 | -3   | 2   |

- Qualifié pour le tour suivant

#### Statistiques joueurs
| Joueur               | Équipe    | PJ | B | A | Pts |
| -------------------- | --------- | -- | - | - | --- |
| Michael Rene Grabner | Autriche  | 3  | 5 | 0 | 5   |
| John Tripp           | Allemagne | 3  | 3 | 0 | 3   |
| Michael Hackert      | Allemagne | 3  | 1 | 2 | 3   |
| Andrej HeBar         | Slovénie  | 3  | 1 | 2 | 3   |
| Tomaž Razingar       | Slovénie  | 3  | 1 | 2 | 3   |

| Joueur         | Équipe    | PJ | + | - | +/- |
| -------------- | --------- | -- | - | - | --- |
| Philippe Lakos | Autriche  | 3  | 5 | 0 | +5  |
| RoBert Lukas   | Autriche  | 3  | 4 | 0 | +4  |
| Michael Bakos  | Allemagne | 3  | 3 | 0 | +3  |
| Ivo Jan        | Slovénie  | 3  | 3 | 1 | +2  |
| Roland Kaspitz | Autriche  | 3  | 3 | 1 | +2  |

| Meilleurs assistants |                   |                        |    |   |
| Rang                 | Nom               | Équipe                 | PJ | A |
| 1                    | Olivier Setzinger | Drapeau de l'Autriche  | 3  | 3 |
| 2                    | Alexander Barta   | Drapeau de l'Allemagne | 3  | 2 |
| 3                    | Michael Hackert   | Drapeau de l'Allemagne | 3  | 2 |
| 4                    | Andrej Hebar      | Drapeau de la Slovénie | 3  | 2 |
| 5                    | Aaron Keller      | Drapeau du Japon       | 3  | 2 |

| Meilleurs Buteurs |                      |                        |    |   |    |       |      |      |
| Rang              | Nom                  | Équipe                 | PJ | B | T  | %T    | B SN | B SH |
| 1                 | Michael Rene Grabner | Drapeau de l'Autriche  | 3  | 5 | 12 | 41.67 | 2    | 0    |
| 2                 | John Tripp           | Drapeau de l'Allemagne | 3  | 3 | 5  | 60.00 | 2    | 0    |
| 3                 | Domeki Masato        | Drapeau du Japon       | 3  | 2 | 9  | 22.22 | 1    | 0    |
| 4                 | Aleš Mušic           | Drapeau de la Slovénie | 3  | 2 | 3  | 66.67 | 0    | 0    |
| 5                 | Marcel Rodman        | Drapeau de la Slovénie | 3  | 2 | 3  | 66.67 | 0    | 0    |

| Joueurs les plus pénalisés |                   |                        |    |    |   |   |    |                    |                         |              |
| Rang                       | Nom               | Équipe                 | PJ | MP | 2 | 5 | 10 | Méconduite(20 min) | Pénalité Match (25 min) | Moy MP/Match |
| 1                          | Daniel Welser     | Drapeau de l'Autriche  | 3  | 16 | 3 | 0 | 1  | 0                  | 0                       | 5,33         |
| 2                          | David Schuller    | Drapeau de l'Allemagne | 3  | 14 | 2 | 0 | 1  | 0                  | 0                       | 4,67         |
| 3                          | André Rankel      | Drapeau de l'Allemagne | 3  | 6  | 3 | 0 | 0  | 0                  | 0                       | 2            |
| 4                          | André Reiss       | Drapeau de l'Allemagne | 3  | 6  | 3 | 0 | 0  | 0                  | 0                       | 2            |
| 5                          | Christoph Ullmann | Drapeau de l'Allemagne | 3  | 6  | 3 | 0 | 0  | 0                  | 0                       | 2            |

| Meilleurs gardiens (% arrêts) |                 |                        |              |                |     |    |    |       |               |       |       |        |
| Rang                          | Nom             | Équipe                 | Temps de Jeu | % Temps de Jeu | TaB | BC | Ar | %Ar   | Moy BC/60 min | BC IN | BC SH | Blanc. |
| 1                             | Dennis Endras   | Drapeau de l'Allemagne | 80 min       | 44,44          | 29  | 1  | 28 | 96,55 | 0,75          | 0     | 0     | 0      |
| 2                             | Dimitri Pätzold | Drapeau de l'Allemagne | 10 min       | 55,56          | 35  | 2  | 33 | 94,29 | 1,2           | 1     | 0     | 0      |
| 3                             | Bernd Bruckler  | Drapeau de l'Autriche  | 123 min 17 s | 67,26          | 35  | 5  | 30 | 85,71 | 2,43          | 1     | 0     | 0      |
| 4                             | RoBert Kristan  | Drapeau de la Slovénie | 128 min 40 s | 68,42          | 57  | 9  | 48 | 84,21 | 4,2           | 4     | 0     | 0      |
| 5                             | Masahito Haruna | Drapeau du Japon       | 165 min      | 89,19          | 86  | 15 | 71 | 82,56 | 5,45          | 3     | 1     | 0      |

### Groupe F
À Rīga, Lettonie, du 5 au 8 février 2009.

#### Effectifs
Hongrie
- Attaquants : Daniel Fekete (Alba Volán Székesfehérvár), Roger Holeczy (HK FTC Nové Zámky), Daniel Koger (EC Red Bull Salzbourg), Csaba Kovács (Alba Volán Székesfehérvár), Balázs Ladányi (Diables Rouges de Briançon), Gergely Majoross (HK FTC Nové Zámky), Gábor Ocskay (Alba Volán Székesfehérvár), Krisztián Palkovics (Alba Volán Székesfehérvár), Istvan Sofron (Alba Volán Székesfehérvár), János Vas (Brynäs IF), Márton Vas (Diables Rouges de Briançon), Artjom Vaszjunyin (Alba Volán Székesfehérvár)
- Défenseurs : Omar Ennaffati (Diables Noirs de Tours), András Horváth (Alba Volán Székesfehérvár), David Jobb (Alba Volán Székesfehérvár), Balázs Kangyal (HK FTC Nové Zámky), Tamas Sille (HK FTC Nové Zámky), Bence Svasznek (HK FTC Nové Zámky), Viktor Szélig (Diables Rouges de Briançon), Viktor Tokaji (Alba Volán Székesfehérvár)
- Gardiens : Krisztian Budai (MHK Kežmarok), Zoltán Hetényi (Alba Volán Székesfehérvár), Levente Szuper (Alba Volán Székesfehérvár)
- Sélectionneur : Pat Cortina (canadien)
- Assistant : Diego Scandella (italien), Lajos Enekes

 Italie
- Attaquants : Luca Ansoldi (HC Bolzano Foxes), Anthony Aquino (SG Pontebba), Mario Chitarroni (HC Alleghe), Luca Felicetti (HC Fassa), Nicola Fontanive (HC Alleghe), Patrick Iannone (HC Val Pusteria Wolves), Thomas Pichler (HC Val Pusteria Wolves), Jonathan Pittis (HC Bolzano Foxes), Roland Ramoser (HC Bolzano Foxes), Giulio Scandella (Renon Ritten Sport Hockey), Michael Souza (SG Cortina), Giorgio de Bettin (SG Cortina), Manuel de Bettin (HC Alleghe)
- Défenseurs : Christian Borgatello (HC Bolzano Foxes), Steven Gallace (SG Cortina), Armin Helfer (Kloten Flyers), Trevor Johnson (AS Asiago Hockey), Stefano Marchetti (HC Fassa), Michele Strazzabosco (SG Cortina), Carter Trevisani (HC Val Pusteria Wolves)
- Gardiens : Gunter Hell (HC Eppan-Appiano), Adam Russo (Diables Noirs de Tours), Thomas Tragust (HC Fassa)
- Sélectionneur : Rick Cornacchia (canadien)
- Assistant : Raffaele Tendi, Fabio Polloni

 Lettonie :
- Attaquants : Ģirts Ankipāns (Dinamo Riga), Aigars Cipruss (Dinamo Riga), Mārtiņš Cipulis (Dinamo Riga), Lauris Dārziņš (Dinamo Riga), Guntis Džeriņš (MHC Martin), Mārtiņš Karsums (Bruins de Boston), Aleksandrs Ņiživijs (Dinamo Riga), Georgijs Pujacs (Dinamo Riga), Miķelis Rēdlihs (Dinamo Riga), Aleksejs Širokovs (Dinamo Riga), Jānis Sprukts (Panthers de la Floride), Juris Štāls (HK Riga 2000), Herberts Vasiļjevs (Krefeld Pinguine)
- Défenseurs : Jānis Andersons (HC Oceláři Třinec), Guntis Galviņš (Dinamo Riga), Aleksandrs Jerofejevs (Neftekhimik Nijnekamsk), Georgijs Pujacs (Dinamo Riga), Krišjānis Rēdlihs (Dinamo Riga), Arvīds Reķis (Grizzly Adams Wolfsburg), Oļegs Sorokins (Dinamo Riga), Kristaps Sotnieks (Dinamo Riga)
- Gardiens : Edgars Masaļskis (EV Duisbourg), Ervīns Muštukovs (HK Riga 2000), Sergejs Naumovs (Dinamo Riga)
- Sélectionneur : Oļegs Znaroks (allemand)
- Assistant : Harijs Vītoliņš, Mihails Vasiļonoks

 Ukraine
- Attaquants : Artem Gnidenko (HK Vitebsk), Kostiantin Kassiantchouk (HK Dinamo Moscou), Vitali Lytvynenko (HK Sokol Kiev), Oleksandr Materoukhine (HK Iounost Minsk), Oleksandr Matvichuk (HK Sokol Kiev), Andriï Mikhnov (Lada Togliatti), Roman Salnikov (HK Sokol Kiev), Oleg Shafarenko (HK Sokol Kiev),Vadim Chakhraïtchouk (Metallourg Magnitogorsk), Oleg Timchenko (Khimik-SKA Novopolotsk), Dmytro Tsyrul (HK Sokol Kiev), Serhiï Varlamov (SKA Saint-Pétersbourg)
- Défenseurs : Oleg Blagoi (Keramin Minsk), Yuri Gunko (HK Sokol Kiev), Serhiï Klimentiev (Salavat Ioulaïev Oufa), Vitali Lyutkevych (HK Sokol Kiev), Yuri Navarenko (HK Sokol Kiev), Oleksandr Pobiedonostsev (HK Sokol Kiev), Andri Sriubko (HK Sokol Kiev), Dmytro Tolkunov (HK Sokol Kiev)
- Gardiens : Igor Karpenko (HK Sokol Kiev), Kostiantin Simtchouk (Sibir Novossibirsk)
- Sélectionneur : Oleksandr Seukand
- Assistant : Oleksandr Savytsky, Dmitri Khristich, Vasyl Bobrovnikov

#### Calendrier et résultats
| 5 février 2009 | Italie | 2-3 (0-1, 0-0, 2-2) | Ukraine | Riga Arena, Riga 1 100 spectateurs |

| Feuille de match | Feuille de match                                                                                       | Feuille de match              | Feuille de match | Feuille de match                         |
| ---------------- | --- | ----------------------------- | --- | ---------------------------------------- |
|                  | G. Scandella (N. Fontanive, Luca Ansoldi) - 55 min 11 s R. Ramoser (M. Souza, J. Pittis) - 55 min 37 s | 0 - 1 0 - 2 0 - 3 1 - 3 2 - 3 | 14 min 38 s - S. Varlamov (K. Kasianchuk, Y. Navarenko (double SN) 52 min 52 s - S. Varlamov (O. Timchenko, K. Kasianchuk) 54 min 28 s - O. Materoukhine (O. Pobiedonostsev) | Arbitrage : Vladimir Baluska Milan Minar |
| Thomas tragust   | Gardiens                                                                                               | Igor Karpenko                 | | Arbitrage : Vladimir Baluska Milan Minar |
| 12 min           | Pénalités                                                                                              | 8 min                         | | Arbitrage : Vladimir Baluska Milan Minar |
| 24               | Tirs                                                                                                   | 36                            | | Arbitrage : Vladimir Baluska Milan Minar |

| 5 février 2009 | Lettonie | 7-3 (1-1, 3-2, 3-0) | Hongrie | Riga Arena, Rīga 4 900 spectateurs |

| Feuille de match | Feuille de match | Feuille de match                                            | Feuille de match | Feuille de match                         |
| ---------------- | --- | ----------------------------------------------------------- | --- | ---------------------------------------- |
|                  | J. Sprukts (K. Redlihs, M. Karsums) (SN) - 12 min 33 s A. Rekis (J. Sprukts, G. Ankipans) (SN) - 25 min 16 s L. Darzins - 26 min 03 s M. Karsums (J. Sprukts, A. Rekis) - 30 min 37 s H. Vasiljevs (L. Darzins, O. Sorokins) - 48 min 05 s L. Darzins (M. Redlihs, H. Vasiljevs) - 57 min 57 s M. Karsums (G. Ankipans, K. Redlihs) (SN) - 59 min 29 s | 0 - 1 1 - 1 2 - 1 3 - 1 3 - 2 4 - 2 4 - 3 5 - 3 6 - 3 7 - 3 | 7 min 06 s - B. Ladányi (M. Vas, J. Vas) 29 min 05 s - M. Vas (B. Ladányi, T. Sille) (SN) 37 min 59 s - B. Svasznek (T. Sille, B. Ladányi) (SN) | Arbitrage : Ole Hansen Marcus Vinnerborg |
| Edgars Masalskis | Gardiens | Levente Szuper                                              | | Arbitrage : Ole Hansen Marcus Vinnerborg |
| 8 min            | Pénalités | 18 min                                                      | | Arbitrage : Ole Hansen Marcus Vinnerborg |
| 43               | Tirs | 14                                                          | | Arbitrage : Ole Hansen Marcus Vinnerborg |

| 6 février 2009 | Italie | 4-1 (2-0, 1-0, 0-1) | Hongrie | Riga Arena, Rīga 900 spectateurs |

| Feuille de match | Feuille de match | Feuille de match              | Feuille de match                                      | Feuille de match                         |
| ---------------- | --- | ----------------------------- | ----------------------------------------------------- | ---------------------------------------- |
|                  | L. Ansoldi (N. Fontanive, G. Scandella) - 13 min 42 s A. Aquino (P. Iannone, M. Chitarroni) - 14 min 17 s J. Pittis (G. Scandella, M. Strazzabosco) (SN) - 27 min 29 s M. Chitarroni (S. Gallace) (IN) - 45 min 44 s | 1 - 0 2 - 0 3 - 0 4 - 0 4 - 1 | 58 min 49 s - B. Svasznek (B. Ladányi, T. Sille) (SN) | Arbitrage : Vladimir Baluska Milan Minar |
| Adam Russo       | Gardiens | Levente Szuper Zoltán Hetényi |                                                       | Arbitrage : Vladimir Baluska Milan Minar |
| 20 min           | Pénalités | 12 min                        |                                                       | Arbitrage : Vladimir Baluska Milan Minar |
| 24               | Tirs | 26                            |                                                       | Arbitrage : Vladimir Baluska Milan Minar |

| 6 février 2009 | Ukraine | 2-4 (1-0, 0-2, 1-2) | Lettonie | Riga Arena, Rīga 8 250 spectateurs |

| Feuille de match | Feuille de match                                                                                  | Feuille de match                    | Feuille de match | Feuille de match                         |
| ---------------- | ------------------------------------------------------------------------------------------------- | ----------------------------------- | --- | ---------------------------------------- |
|                  | A. Sriubko (D. Tsyrul) (SN) - 18 min 57 s S. Klimentiev (A. Gnidenko, Y. Navarenko) - 58 min 48 s | 1 - 0 1 - 1 1 - 2 1 - 3 2 - 3 2 - 4 | 24 min 40 s - M. Karsums (M. Redlihs, O. Sorokins) (SN) 33 min 38 s - M. Redlihs 47 min 31 s - A. Nizivijs (A. Cipruss) 59 min 45 s - J. Sprukts (M. Karsums, A. Rekis) | Arbitrage : Ole Hansen Marcus Vinnerborg |
| Igor Karpenko    | Gardiens                                                                                          | Sergejs Naumovs                     | | Arbitrage : Ole Hansen Marcus Vinnerborg |
| 48 min           | Pénalités                                                                                         | 30 min                              | | Arbitrage : Ole Hansen Marcus Vinnerborg |
| 25               | Tirs                                                                                              | 18                                  | | Arbitrage : Ole Hansen Marcus Vinnerborg |

| 8 février 2009 | Hongrie | 3-4 (TB) (0-0, 2-0, 1-3, 0-0, 0-1) | Ukraine | Riga Arena, Rīga 1 900 spectateurs |

| Feuille de match | Feuille de match | Feuille de match                          | Feuille de match | Feuille de match                         |
| ---------------- | --- | ----------------------------------------- | --- | ---------------------------------------- |
|                  | J. Vas (B. Ladanyi, A. Horvath) - 21 min 47 s G. Ocskay (K. Palkovics (SN) - 31 min 28 s K. Palkovics (A. Horvath, A. Vaszjunyin) (SN) - 57 min 25 s | 1 - 0 2 - 0 2 - 1 2 - 2 3 - 2 3 - 3 3 - 4 | 51 min 39 s - O. Timchenko (R. Salnikov) 54 min 41 s - O. Materoukhine (O. Pobiedonostsev) 58 min 44 s - V. Chakhraitchouk (R. Salnikov, Y. Navarenko) (SN) 65 min 00 s - S. Varlamov | Arbitrage : Vladimir Baluska Milan Minar |
| Levente Szuper   | Gardiens | Kostantyn Simchuk                         | | Arbitrage : Vladimir Baluska Milan Minar |
| 22 min           | Pénalités | 14 min                                    | | Arbitrage : Vladimir Baluska Milan Minar |
| 18               | Tirs | 35                                        | | Arbitrage : Vladimir Baluska Milan Minar |

| 8 février 2009 | Lettonie | 4-1 (2-0, 1-0, 1-1) | Italie | Riga Arena, Rīga 10 000 spectateurs |

| Feuille de match | Feuille de match | Feuille de match              | Feuille de match                                | Feuille de match                         |
| ---------------- | --- | ----------------------------- | ----------------------------------------------- | ---------------------------------------- |
|                  | G. Ankipans (J. Sprukts) - 8 min 48 s M. Cipulis (K. Sotnieks, A. Cipruss) (SN) - 10 min 01 s M. Karsums (J. Sprukts) (SH) - 34 min 25 s L. Darzins (J. Sprukts, G. Ankipans) - 42 min 59 s | 1 - 0 2 - 0 3 - 0 3 - 1 4 - 1 | 40 min 15 s - G. Scandella (C. Borgatello) (SN) | Arbitrage : Ole Hansen Marcus Vinnerborg |
| Sergejs Naumovs  | Gardiens | Thomas Tragust                |                                                 | Arbitrage : Ole Hansen Marcus Vinnerborg |
| 12 min           | Pénalités | 18 min                        |                                                 | Arbitrage : Ole Hansen Marcus Vinnerborg |
| 46               | Tirs | 31                            |                                                 | Arbitrage : Ole Hansen Marcus Vinnerborg |

#### Classement
| Clt   | Équipe   | PJ | V | VP | D | DP | BP | BC | Diff | Pts |
| ----- | -------- | -- | - | -- | - | -- | -- | -- | ---- | --- |
| +001, | Lettonie | 3  | 3 | 0  | 0 | 0  | 15 | 6  | 9    | 9   |
| +002, | Ukraine  | 3  | 1 | 1  | 0 | 1  | 9  | 9  | 0    | 5   |
| +003, | Italie   | 3  | 1 | 0  | 0 | 2  | 7  | 8  | -1   | 3   |
| +004, | Hongrie  | 3  | 0 | 0  | 1 | 2  | 7  | 15 | -8   | 1   |

- Qualifié pour le tour suivant

#### Statistiques joueurs
| Meilleurs pointeurs |                  |                        |    |   |   |     |
| Rang                | Nom              | Équipe                 | PJ | B | A | PTS |
| 1                   | Jānis Sprukts    | Drapeau de la Lettonie | 3  | 2 | 5 | 7   |
| 2                   | Mārtiņš Karsums  | Drapeau de la Lettonie | 3  | 4 | 2 | 6   |
| 3                   | Balázs Ladányi   | Drapeau de la Hongrie  | 3  | 1 | 4 | 5   |
| 4                   | Lauris Dārziņš   | Drapeau de la Lettonie | 3  | 3 | 1 | 4   |
| 5                   | Giulio Scandella | Drapeau de l'Italie    | 3  | 2 | 2 | 4   |

| Meilleurs Plus-Minus |                   |                        |    |   |   |     |
| Rang                 | Nom               | Équipe                 | PJ | + | - | +/- |
| 1                    | Guntis Galviņš    | Drapeau de la Lettonie | 3  | 6 | 1 | +5  |
| 2                    | Ģirts Ankipāns    | Drapeau de la Lettonie | 3  | 5 | 0 | +5  |
| 3                    | Kristaps Sotnieks | Drapeau de la Lettonie | 3  | 5 | 0 | +5  |
| 4                    | Jānis Sprukts     | Drapeau de la Lettonie | 3  | 5 | 0 | +5  |
| 5                    | Lauris Dārziņš    | Drapeau de la Lettonie | 3  | 5 | 1 | +4  |

| Meilleurs assistants |                |                        |    |   |
| Rang                 | Nom            | Équipe                 | PJ | A |
| 1                    | Jānis Sprukts  | Drapeau de la Lettonie | 3  | 5 |
| 2                    | Balázs Ladányi | Drapeau de la Hongrie  | 3  | 4 |
| 3                    | Ģirts Ankipāns | Drapeau de la Lettonie | 3  | 3 |
| 4                    | Yuri Navarenko | Drapeau de l'Ukraine   | 3  | 3 |
| 5                    | Tamas Sille    | Drapeau de la Hongrie  | 3  | 3 |

| Meilleurs Buteurs |                        |                        |    |   |    |       |      |      |
| Rang              | Nom                    | Équipe                 | PJ | B | T  | %T    | B SN | B SH |
| 1                 | Mārtiņš Karsums        | Drapeau de la Lettonie | 3  | 4 | 14 | 28.57 | 2    | 1    |
| 2                 | Lauris Dārziņš         | Drapeau de la Lettonie | 3  | 3 | 8  | 37.50 | 0    | 0    |
| 3                 | Serhiï Varlamov        | Drapeau de l'Ukraine   | 3  | 3 | 5  | 60.00 | 1    | 0    |
| 4                 | Oleksandr Materoukhine | Drapeau de l'Ukraine   | 3  | 2 | 8  | 25.00 | 0    | 0    |
| 5                 | Giulio Scandella       | Drapeau de l'Italie    | 3  | 2 | 7  | 28.57 | 1    | 0    |

| Joueurs les plus pénalisés |                          |                        |    |    |   |   |    |                    |                         |              |
| Rang                       | Nom                      | Équipe                 | PJ | MP | 2 | 5 | 10 | Méconduite(20 min) | Pénalité Match (25 min) | Moy MP/Match |
| 1                          | Kostiantin Kassiantchouk | Drapeau de l'Ukraine   | 3  | 32 | 1 | 0 | 1  | 1                  | 0                       | 10.67        |
| 2                          | Georgijs Pujacs          | Drapeau de la Lettonie | 3  | 14 | 2 | 0 | 1  | 0                  | 0                       | 4.67         |
| 3                          | Michele Strazzabosco     | Drapeau de l'Italie    | 3  | 10 | 5 | 0 | 0  | 0                  | 0                       | 3.33         |
| 4                          | Bence Svsznek            | Drapeau de la Hongrie  | 3  | 10 | 5 | 0 | 0  | 0                  | 0                       | 3.33         |
| 5                          | Andras Horvath           | Drapeau de la Hongrie  | 3  | 8  | 4 | 0 | 0  | 0                  | 0                       | 2.67         |

| Meilleurs gardiens (% arrêts) |                 |                        |              |                |     |    |    |       |               |       |       |        |
| Rang                          | Nom             | Équipe                 | Temps de Jeu | % Temps de Jeu | TaB | BC | Ar | %Ar   | Moy BC/60 min | BC IN | BC SH | Blanc. |
| 1                             | Sergejs Naumovs | Drapeau de la Lettonie | 120 min 00 s | 66.67          | 56  | 3  | 53 | 94.63 | 1.50          | 2     | 0     | 0      |
| 2                             | Thomas Tragust  | Drapeau de l'Italie    | 119 min 47 s | 66.63          | 82  | 7  | 75 | 91.46 | 3.51          | 2     | 1     | 0      |
| 3                             | Igor Karpenko   | Drapeau de l'Ukraine   | 118 min 30 s | 64.58          | 41  | 5  | 36 | 87.80 | 2.53          | 1     | 0     | 0      |
| 4                             | Levente Szuper  | Drapeau de la Hongrie  | 177 min 43 s | 96.15          | 100 | 15 | 85 | 85.00 | 5.06          | 5     | 1     | 0      |

### Groupe G
À Oslo, Norvège, du 5 au 8 février 2009.

#### Effectifs
Danemark
- Attaquants : Mads Christensen (SønderjyskE Ishockey), Lasse Degin, (Nordsjælland Cobras), Thor Dresler (Bulldogs de Odense IK), Lars Eller (Frölunda HC), Michael Eskesen (Mighty Bulls de Rødovre SIK), Morten Green (Leksands IF), Nichlas Hardt (Tappara Tampere), Julian Jakobsen (Mighty Bulls de Rødovre SIK), Thomas Johnsen (Nordsjælland Cobras), Kim Lykkeskov (SønderjyskE Ishockey), Rasmus Olsen (AaB Ishockey), Kirill Starkov (CSKA Moscou), Alexander Sundberg (Mighty Bulls de Rødovre SIK), Ronni Thomasen (Totempo HVIK)
- Défenseurs : Mads Bodker (Rogle BK), Jesper Damgaard (Malmö Redhawks), Kesper Degn ( SC Bietigheim-Bissingen Steelers), Philip Larsen (Frölunda HC), Stefan Lassen (Blue Fox de Herning IK), Daniel Nielsen (Blue Fox de Herning IK)
- Gardiens : Frederik Andersen (Blue Fox de Herning IK), Patrick Galbraith (SønderjyskE Ishockey)
- Sélectionneur : Per Backman (suédois)
- Assistant : Mats Mejdevi (suédois), Stefan Lunner

 France
- Attaquants : Pierre-Édouard Bellemare (Leksands IF), Sebastien Bordeleau (SC Bern), Olivier Coqueux (Esbjerg IK), Julien Desrosiers (Dragons de Rouen), Damien Fleury (Brûleurs de loups de Grenoble), Laurent Gras (Pingouins de Morzine-Avoriaz), Kevin Hecquefeuille (Nybro IF), Laurent Meunier (Fribourg-Gottéron), Damien Raux (Diables Rouges de Briançon), Jérémie Romand (Dragons de Rouen), François Rozenthal (Pingouins de Morzine-Avoriaz), Luc Tardif Junior (Pingouins de Morzine-Avoriaz), Jonathan Zwikel (Pingouins de Morzine-Avoriaz)
- Défenseurs : Baptiste Amar (Brûleurs de loups de Grenoble), Stéphane Barin (Ours de Villard-de-Lans), Nicolas Besch (Jukurit Mikkeli), Antonin Manavian (Brûleurs de loups de Grenoble), Mathieu Mille (Pingouins de Morzine-Avoriaz), Benoit Quessandier (Dauphins d'Epinal), Teddy Trabichet (Brûleurs de loups de Grenoble)
- Gardiens : Eddy Ferhi (Brûleurs de loups de Grenoble), Fabrice Lhenry (Esbjerg IK)
- Sélectionneur : Dave Henderson
- Assistant : Pierre Pousse

 Kazakhstan
- Attaquants : Sergueï Aleksandrov (Kazzinc-Torpedo Öskemen), Andreï Gavriline (Barys Astana), Konstantin Kassatkine (Iougra Khanty-Mansiïsk), Aleksandr Korechkov (Barys Astana), Vadim Krasnoslobodtsev (Barys Astana), Andreï Ogorodnikov (Iermak Angarsk), Vadim Rifel (Kazzinc-Torpedo Öskemen), Ievgueni Rymarev (Barys Astana), Ilia Solarev (Barys Astana), Andreï Spiridonov (Barys Astana), Roman Startchenko (Barys Astana), Dosjan Iessirkenov (Kazzinc-Torpedo Öskemen)
- Défenseurs : Vladimir Antipine (Amour Khabarovsk), Artiom Argokov (Kazzinc-Torpedo Öskemen), Ievgueni Fadeïev (Barys Astana), Vladislav Kolesnikov (Kazzinc-Torpedo Öskemen), Andreï Korabeïnikov (Kazzinc-Torpedo Öskemen), Alekseï Korchkov (Kazzinc-Torpedo Öskemen), Roman Savtchenko (Kazzinc-Torpedo Öskemen), Sergueï Iakovenko (Metallourg Novokouznetsk)
- Gardiens : Alekseï Kouznetsov (Barys Astana), Ivan Polochkov (Kazzinc-Torpedo Öskemen)
- Sélectionneur : Ierlan Saguymbaïev
- Assistant : Aleksandr Vyssotski, Sergueï Tamboulov

 Norvège
- Attaquants : Mats Zuccarello Aasen (MODO Örnsköldsvik), Morten Ask (EV Duisburg), Anders Bastiansen (Färjestads BK), Kristian Forsberg (Storhamar Dragons), Mads Hansen (Brynäs IF), Marius Holtet (Färjestads BK), Peter Lorentzen (Rogle BK), Mathis Olimb (Augsburger Panther), Martin Roymark (Sparta Sarpsborg), Per-Åge Skrøder (MODO Örnsköldsvik), Lars Erik Spets (Vålerenga IF), Patrick Thoresen (HC Lugano), Tore Vikingstad (Scorpions de Hanovre)
- Défenseurs : Alexander Bonsaksen (Vålerenga IF), Jonas Holøs (Färjestads BK), Tommy Jakobsen (EC Graz 99ers), Juha Kaunismäki (Oilers de Stavanger), Lars Erik Lund (Vålerenga IF), Anders Myrvold (Oilers de Stavanger), Mats Trygg (Kölner Haie)
- Gardiens : Pål Grotnes (Stjernen Fredrikstad), Andre Lysenstoen (Oilers de Stavanger)
- Sélectionneur : Roy Johansen
- Assistant : Knut Jorgen Stubdal, Sam Liebkind (finlandais)

#### Calendrier et résultats
| 5 février 2009 | Danemark | 1-2 (pr) (1-0, 0-0, 0-1, 0-1) | France | Jordal Amfi, Oslo 325 spectateurs |

| Feuille de match  | Feuille de match                         | Feuille de match  | Feuille de match                                                                  | Feuille de match                       |
| ----------------- | ---------------------------------------- | ----------------- | --------------------------------------------------------------------------------- | -------------------------------------- |
|                   | D. Nielsen (P. Larsen) (SN) - 8 min 11 s | 1 - 0 1 - 1 1 - 2 | 43 min 19 s - S. Bordeleau (N. Besch) 61 min 18 s - B. Amar (P-E. Bellemare) (SN) | Arbitrage : Rafail Kadyrov Rick Looker |
| Patrick Galbraith | Gardiens                                 | Fabrice Lhenry    |                                                                                   | Arbitrage : Rafail Kadyrov Rick Looker |
| 10 min            | Pénalités                                | 8 min             |                                                                                   | Arbitrage : Rafail Kadyrov Rick Looker |
| 27                | Tirs                                     | 16                |                                                                                   | Arbitrage : Rafail Kadyrov Rick Looker |

| 5 février 2009 | Norvège | 2-1 (0-0, 2-1, 0-0) | Kazakhstan | Jordal Amfi, Oslo 2 069 spectateurs |

| Feuille de match | Feuille de match                                                                                    | Feuille de match   | Feuille de match                  | Feuille de match                             |
| ---------------- | --------------------------------------------------------------------------------------------------- | ------------------ | --------------------------------- | -------------------------------------------- |
|                  | P. Thoresen (T. Vikngstad) - 26 min 49 s T. Vikingstad (P-Å Skrøder, A. Myrvold) (SN) - 33 min 00 s | 1 - 0 1 - 1 2 - 1  | 29 min 55 s - V. Krasnoslobodtsev | Arbitrage : Soeren Persson Jyri Petteri Ronn |
| Pal Grotnes      | Gardiens                                                                                            | Alekseï Kouznetsov |                                   | Arbitrage : Soeren Persson Jyri Petteri Ronn |
| 8 min            | Pénalités                                                                                           | 14 min             |                                   | Arbitrage : Soeren Persson Jyri Petteri Ronn |
| 24               | Tirs                                                                                                | 21                 |                                   | Arbitrage : Soeren Persson Jyri Petteri Ronn |

| 7 février 2009 | Danemark | 3-2 (1-1, 1-0, 1-1) | Kazakhstan | Jordal Amfi, Oslo 455 spectateurs |

| Feuille de match  | Feuille de match | Feuille de match              | Feuille de match                                                                    | Feuille de match                          |
| ----------------- | --- | ----------------------------- | ----------------------------------------------------------------------------------- | ----------------------------------------- |
|                   | L. Eller (T. Johnsen) - 5 min 34 s J. Damgaard (L. Dagn, K. Dagn) - 34 min 54 s M. Green (L. Eller, R. Thomassen) - 46 min 36 s | 0 - 1 1 - 1 2 - 1 3 - 1 3 - 2 | 4 min 58 s - R. Savtchenko (I. Rymarev) 59 min 59 s - K. Kassatkine (R. Savtchenko) | Arbitrage : Rick Looker Jyri Petteri Ronn |
| Patrick Galbraith | Gardiens | Alekseï Kouznetsov            |                                                                                     | Arbitrage : Rick Looker Jyri Petteri Ronn |
| 8 min             | Pénalités | 22 min                        |                                                                                     | Arbitrage : Rick Looker Jyri Petteri Ronn |
| 35                | Tirs | 21                            |                                                                                     | Arbitrage : Rick Looker Jyri Petteri Ronn |

| 7 février 2009 | France | 2-3 (0-1, 1-2, 1-0) | Norvège | Jordal Amfi, Oslo 2 313 spectateurs |

| Feuille de match | Feuille de match                                      | Feuille de match              | Feuille de match | Feuille de match                          |
| ---------------- | ----------------------------------------------------- | ----------------------------- | --- | ----------------------------------------- |
|                  | P-E. Bellemare - 27 min 15 s O. Coqueux - 40 min 17 s | 0 - 1 1 - 1 1 - 2 1 - 3 2 - 3 | 17 min 32 s - T. Vikingstad (P. Thoresen) 35 min 52 s - T. Vikingstad (P. Thoresen, P-Å Skrøder) 37 min 43 s - M. Ask (P. Lorentzen) (TP) | Arbitrage : Rafail Kadyrov Soeren Persson |
| Fabrice Lhenry   | Gardiens                                              | Pal Grotnes                   | | Arbitrage : Rafail Kadyrov Soeren Persson |
| 12 min           | Pénalités                                             | 12 min                        | | Arbitrage : Rafail Kadyrov Soeren Persson |
| 21               | Tirs                                                  | 27                            | | Arbitrage : Rafail Kadyrov Soeren Persson |

| 8 février 2009 | Kazakhstan | 8-2 (2-0, 3-1, 3-1) | France | Jordal Amfi, Oslo 314 spectateurs |

| Feuille de match                  | Feuille de match | Feuille de match                                            | Feuille de match                                                                                         | Feuille de match                          |
| --------------------------------- | --- | ----------------------------------------------------------- | --- | ----------------------------------------- |
|                                   | R. Startchenko (V. Antipine) - 5 min 50 s R. Savtchenko (I. Solarev, V. Krasnoslobodtsev) - 6 min 13 s I. Solarev (V. Krasnoslobodtsev - 25 min 27 s A. Ogorodnikov (V. Rifel) - 26 min 08 s K. Kassatkine - 33 min 40 s V. Rifel (A. Ogorodnikov) - 48 min 40 s A. Gavriline (V. Antipine, A. Korechkov) (SN) - 53 min 42 s V. Krasnoslobodtsev (I. Solarev) - 54 min 10 s | 1 - 0 2 - 0 3 - 0 4 - 0 5 - 0 5 - 1 6 - 1 7 - 1 8 - 1 8 - 2 | 37 min 16 s F. Rozenthal (J. Desrosiers, N. Besch) (double SN) 58 min 53 s - L. tardif Jr (D. Raux) (SH) | Arbitrage : Rafail Kadyrov Soeren Persson |
| Alekseï Kouznetsov Ivan Polochkov | Gardiens | Eddy Ferhi                                                  | | Arbitrage : Rafail Kadyrov Soeren Persson |
| 18 min                            | Pénalités | 16 min                                                      | | Arbitrage : Rafail Kadyrov Soeren Persson |
| 27                                | Tirs | 30                                                          | | Arbitrage : Rafail Kadyrov Soeren Persson |

| 8 février 2009 | Norvège | 5-3 (1-2, 2-0, 2-1) | Danemark | Jordal Amfi, Oslo 3 014 spectateurs |

| Feuille de match | Feuille de match | Feuille de match                                | Feuille de match                                                                                               | Feuille de match                          |
| ---------------- | --- | ----------------------------------------------- | --- | ----------------------------------------- |
|                  | L.E Spets (M. Hansen) - 4 min 09 s P. Thoresen (P-Å Skrøder, M. Trygg) (SN) - 27 min 54 s P. Thoresen (T. Vikingstad) - 37 min 26 s J. Holøs (M. Trygg) (SN) - 49 min 40 s P. Thoresen (T. Vikingstad) - 58 min 13 s | 0 - 1 1 - 1 1 - 2 2 - 2 3 - 2 4 - 2 4 - 3 5 - 3 | 45 s - M. Bodker (J. Damgaard) 14 min 43 s - N. Hardt (L. Degn, K. Degn) (SN) 56 min 36 s - R. Olsen (K. Degn) | Arbitrage : Rick Looker Jyri Petteri Ronn |
| Pal Grotnes      | Gardiens | Patrick galbraith                               | | Arbitrage : Rick Looker Jyri Petteri Ronn |
| 26 min           | Pénalités | 12 min                                          | | Arbitrage : Rick Looker Jyri Petteri Ronn |
| 34               | Tirs | 25                                              | | Arbitrage : Rick Looker Jyri Petteri Ronn |

#### Classement
| Clt   | Équipe     | PJ | V | VP | D | DP | BP | BC | Diff | Pts |
| ----- | ---------- | -- | - | -- | - | -- | -- | -- | ---- | --- |
| +001, | Norvège    | 3  | 3 | 0  | 0 | 0  | 10 | 6  | 4    | 9   |
| +002, | Danemark   | 3  | 1 | 0  | 1 | 1  | 7  | 9  | -2   | 4   |
| +003, | Kazakhstan | 3  | 1 | 0  | 0 | 2  | 11 | 7  | 4    | 3   |
| +004, | France     | 3  | 0 | 1  | 0 | 2  | 6  | 12 | -6   | 2   |

- Qualifié pour le tour suivant

#### Statistiques joueurs
| Meilleurs pointeurs |                      |                       |    |   |   |     |
| Rang                | Nom                  | Équipe                | PJ | B | A | PTS |
| 1                   | Patrick Thoresen     | Drapeau de la Norvège | 3  | 4 | 2 | 6   |
| 2                   | Tore Vikingstad      | Drapeau de la Norvège | 3  | 3 | 3 | 6   |
| 3                   | Vadim Krasnolobotsev | Drapeau du Kazakhstan | 3  | 2 | 2 | 4   |
| 4                   | Roman Savchenko      | Drapeau du Kazakhstan | 3  | 2 | 1 | 3   |
| 5                   | Ilia Solarev         | Drapeau du Kazakhstan | 3  | 1 | 2 | 3   |

| Meilleurs Plus-Minus |                      |                       |    |   |   |     |
| Rang                 | Nom                  | Équipe                | PJ | + | - | +/- |
| 1                    | Roman Savchenko      | Drapeau du Kazakhstan | 3  | 7 | 0 | +7  |
| 2                    | Ilia Solarev         | Drapeau du Kazakhstan | 3  | 6 | 2 | +4  |
| 3                    | Sergueï Iakovenko    | Drapeau du Kazakhstan | 3  | 4 | 0 | +4  |
| 4                    | Vadim Krasnolobotsev | Drapeau du Kazakhstan | 3  | 5 | 2 | +3  |
| 5                    | Patrick Thoresen     | Drapeau de la Norvège | 3  | 5 | 2 | +3  |

| Meilleurs assistants |                   |                       |    |   |
| Rang                 | Nom               | Équipe                | PJ | A |
| 1                    | Kasper Degn       | Drapeau du Danemark   | 3  | 3 |
| 2                    | Per Åge Skrøder   | Drapeau de la Norvège | 3  | 3 |
| 3                    | Tore Vikingstad   | Drapeau de la Norvège | 3  | 3 |
| 4                    | Vladimir Antipine | Drapeau du Kazakhstan | 3  | 2 |
| 5                    | Nicolas Besch     | Drapeau de la France  | 3  | 2 |

| Meilleurs Buteurs |                        |                       |    |   |   |       |      |      |
| Rang              | Nom                    | Équipe                | PJ | B | T | %T    | B SN | B SH |
| 1                 | Patrick Thoresen       | Drapeau de la Norvège | 3  | 4 | 5 | 80.00 | 1    | 0    |
| 2                 | Tore Vikingstad        | Drapeau de la Norvège | 3  | 3 | 6 | 50.00 | 1    | 0    |
| 3                 | Konstantine Kassatkine | Drapeau du Kazakhstan | 3  | 2 | 5 | 40.00 | 0    | 0    |
| 4                 | Vadim Krasnolobodtsev  | Drapeau du Kazakhstan | 3  | 2 | 8 | 25.00 | 0    | 0    |
| 5                 | Roman Savtchenko       | Drapeau du Kazakhstan | 3  | 2 | 5 | 40.00 | 0    | 0    |

| Joueurs les plus pénalisés |                      |                       |    |    |   |   |    |                    |                         |              |
| Rang                       | Nom                  | Équipe                | PJ | MP | 2 | 5 | 10 | Méconduite(20 min) | Pénalité Match (25 min) | Moy MP/Match |
| 1                          | Morten Ask           | Drapeau de la Norvège | 3  | 14 | 2 | 0 | 1  | 0                  | 0                       | 4.67         |
| 2                          | Lars Eller           | Drapeau du Danemark   | 3  | 8  | 4 | 0 | 0  | 0                  | 0                       | 2.67         |
| 3                          | Vadim Krasnolobotsev | Drapeau du Kazakhstan | 3  | 8  | 4 | 0 | 0  | 0                  | 0                       | 2.67         |
| 4                          | Stephane Barin       | Drapeau de la France  | 3  | 6  | 3 | 0 | 0  | 0                  | 0                       | 2.00         |
| 5                          | Ievgueni Fadeïev     | Drapeau du Kazakhstan | 3  | 6  | 3 | 0 | 0  | 0                  | 0                       | 2.00         |

| Rang | Nom                | Équipe                | Temps de Jeu | % Temps de Jeu | TaB | BC | Ar | %Ar   | Moy BC/60 min | BC IN | BC SH | Blanc. |
| ---- | ------------------ | --------------------- | ------------ | -------------- | --- | -- | -- | ----- | ------------- | ----- | ----- | ------ |
| 1    | Alekseï Kouznetsov | Drapeau du Kazakhstan | 172 min 55 s | 96.48          | 86  | 6  | 80 | 93.02 | 2.08          | 2     | 0     | 0      |
| 2    | Fabrice Lhenry     | Drapeau de la France  | 120 min 24 s | 66.74          | 54  | 4  | 50 | 92.59 | 1.99          | 1     | 1     | 0      |
| 3    | Pål Grotnes        | Drapeau de la Norvège | 180 min 00 s | 100.00         | 67  | 6  | 61 | 91.04 | 2.00          | 1     | 0     | 0      |
| 4    | Patrick Galbraith  | Drapeau du Danemark   | 181 min 18 s | 100.00         | 71  | 9  | 62 | 87.32 | 2.98          | 3     | 0     | 0      |